# Tremblay-en-France
Pour les articles homonymes, voir Tremblay.
Tremblay-en-France est une commune française située dans le département de la Seine-Saint-Denis, en région Île-de-France.
Ses habitants sont appelés les Tremblaysiens.

## Géographie

### Localisation

Tremblay-en-France est la commune la plus vaste du département de la Seine-Saint-Denis avec ses 2 244 hectares (22,44 km2). Située à 25 km de Paris, elle est limitée par le Val-d'Oise au Nord-Ouest et la Seine-et-Marne à l'Est. Tremblay qui culmine à une altitude moyenne de 85 m au Vieux-Pays et à 60 m sur les rives de l'Ourcq, appartient géographiquement à la Plaine de France qui est découpée par les vallées de la Marne, de la Seine et de l'Oise.
Tremblay-en-France est la commune la plus au nord du département de la Seine-Saint-Denis. La commune reste la seule du département entier qui a gardé encore un caractère partiellement rural, car elle n'est pas encore assemblée avec l'agglomération parisienne.

### Communes limitrophes
Les communes limitrophes sont  Gonesse, Le Mesnil-Amelot, Mauregard, Mitry-Mory, Roissy-en-France, Vaujours, Villeparisis et Villepinte.

### Hydrographie

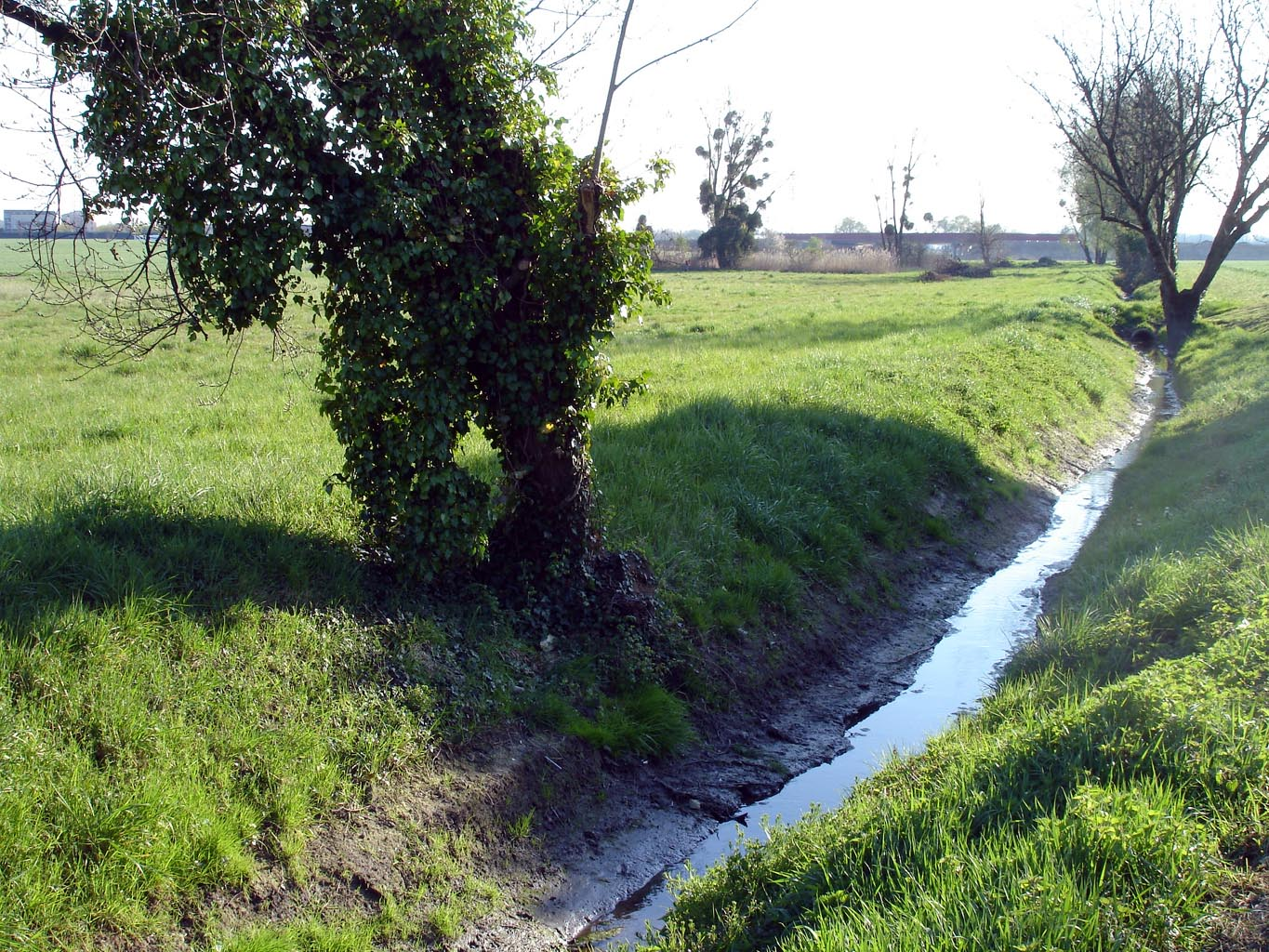
Le Sausset.

Un petit ruisseau, le Sausset, draine la commune.
Le canal de l'Ourcq passe au sud de Tremblay-en-France.

### Climat
Pour des articles plus généraux, voir Climat de l'Île-de-France et Climat de la Seine-Saint-Denis.
En 2010, le climat de la commune est de type climat océanique dégradé des plaines du Centre et du Nord, selon une étude du CNRS s'appuyant sur une série de données couvrant la période 1971-2000. En 2020, Météo-France publie une typologie des climats de la France métropolitaine dans laquelle la commune est exposée à un climat océanique altéré et est dans la région climatique Sud-ouest du bassin Parisien, caractérisée par une faible pluviométrie, notamment au printemps (120 à 150 mm) et un hiver froid (3,5 °C).
Pour la période 1971-2000, la température annuelle moyenne est de 11,3 °C, avec une amplitude thermique annuelle de 15 °C. Le cumul annuel moyen de précipitations est de 698 mm, avec 10,9 jours de précipitations en janvier et 7,7 jours en juillet. Pour la période 1991-2020, la température moyenne annuelle observée sur la station météorologique la plus proche, située à Roissy-en-France à 7 km à vol d'oiseau, est de 12,1 °C et le cumul annuel moyen de précipitations est de 694,3 mm,. Pour l'avenir, les paramètres climatiques de la commune estimés pour 2050 selon différents scénarios d'émission de gaz à effet de serre sont consultables sur un site dédié publié par Météo-France en novembre 2022.

## Urbanisme
Au début du XXIe siècle, Tremblay présente une configuration originale avec un sud urbanisé, un centre villageois entouré de terres agricoles et le nord occupé par les installations aéroportuaires et des zones d'activités économiques (Paris-Nord II). Le village, ou « Vieux Pays » est resté préservé.

### Typologie
Au 1er janvier 2024, Tremblay-en-France est catégorisée grand centre urbain, selon la nouvelle grille communale de densité à sept niveaux définie par l'Insee en 2022.
Elle appartient à l'unité urbaine de Paris, une agglomération inter-départementale regroupant 407  communes, dont elle est une commune de la banlieue,,. Par ailleurs la commune fait partie de l'aire d'attraction de Paris, dont elle est une commune du pôle principal,. Cette aire regroupe 1 929 communes,.

### Quartiers
Anciennement dénommée Tremblay-lès-Gonesse, la ville est constituée de trois pôles principaux :
- la plate-forme aéroportuaire de Paris-Charles-de-Gaulle, située en partie sur la commune de Tremblay et sur également 5  communes des départements du Val d'Oise et de Seine-et-Marne.
- le Vieux-Pays, ancien village situé au Nord entouré de terres agricoles qui séparent l'aéroport du reste de la ville ;
- quartier Berthelot ;
- quartier Ader ;
- le centre-ville, qui regroupe lui-même six quartiers :
  - quartier du Mikado regroupant Chastillon, Prévert, place de la Paix à avenue du Parc, 8-Mai-1945, Langevin ;
  - quartier Boulevard Hôtel de ville (Mandela incluse) ;
  - quartier Lénine ;
  - quartier Farge-Cotton ;
  - quartier Jacques-Callot ;
  - quartier Pierre-Lescot.

Le reste du territoire de la commune est principalement pavillonnaire avec les quartiers des Cottages, du Bois-Saint-Denis et du Vert-Galant.

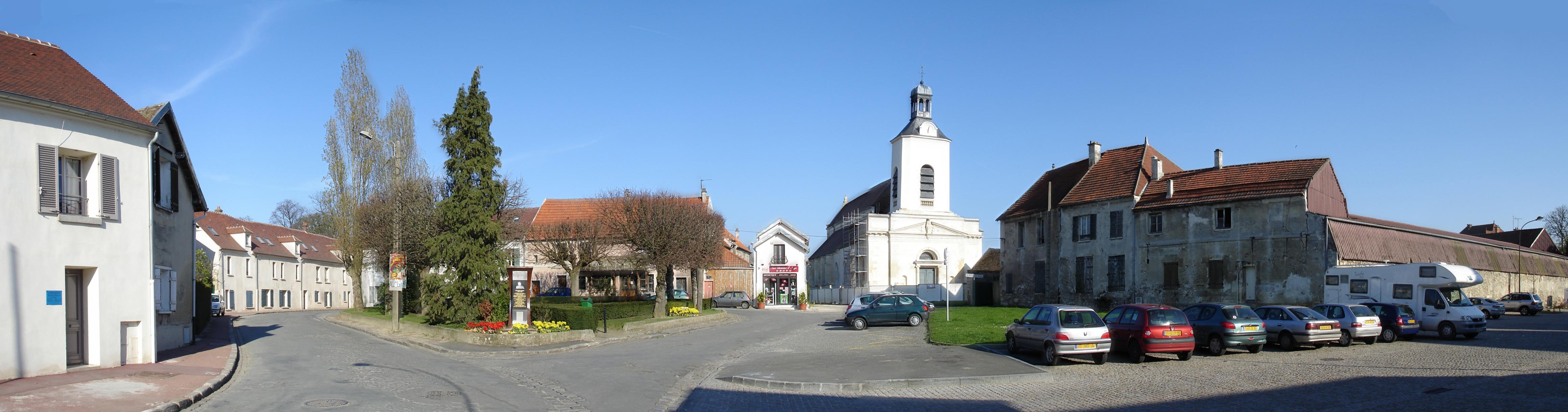
Le Vieux-Pays.

Tremblay-en-France est également réputée pour sa verdure et ses sites naturels qui ont été sauvegardés de l'urbanisme sauvage des années 1960 et 1970. Ainsi un massif boisé de 70 hectares, hérité des grandes forêts qui couvraient le Nord de l'Île-de-France, fait de Tremblay-en-France une des « villes vertes » de la Seine-Saint-Denis. Une exception confirmée par la présence du canal de l'Ourcq et de ses berges verdoyantes au sud, ainsi que par les rives du Sausset au nord.

### Voies de communication et transports

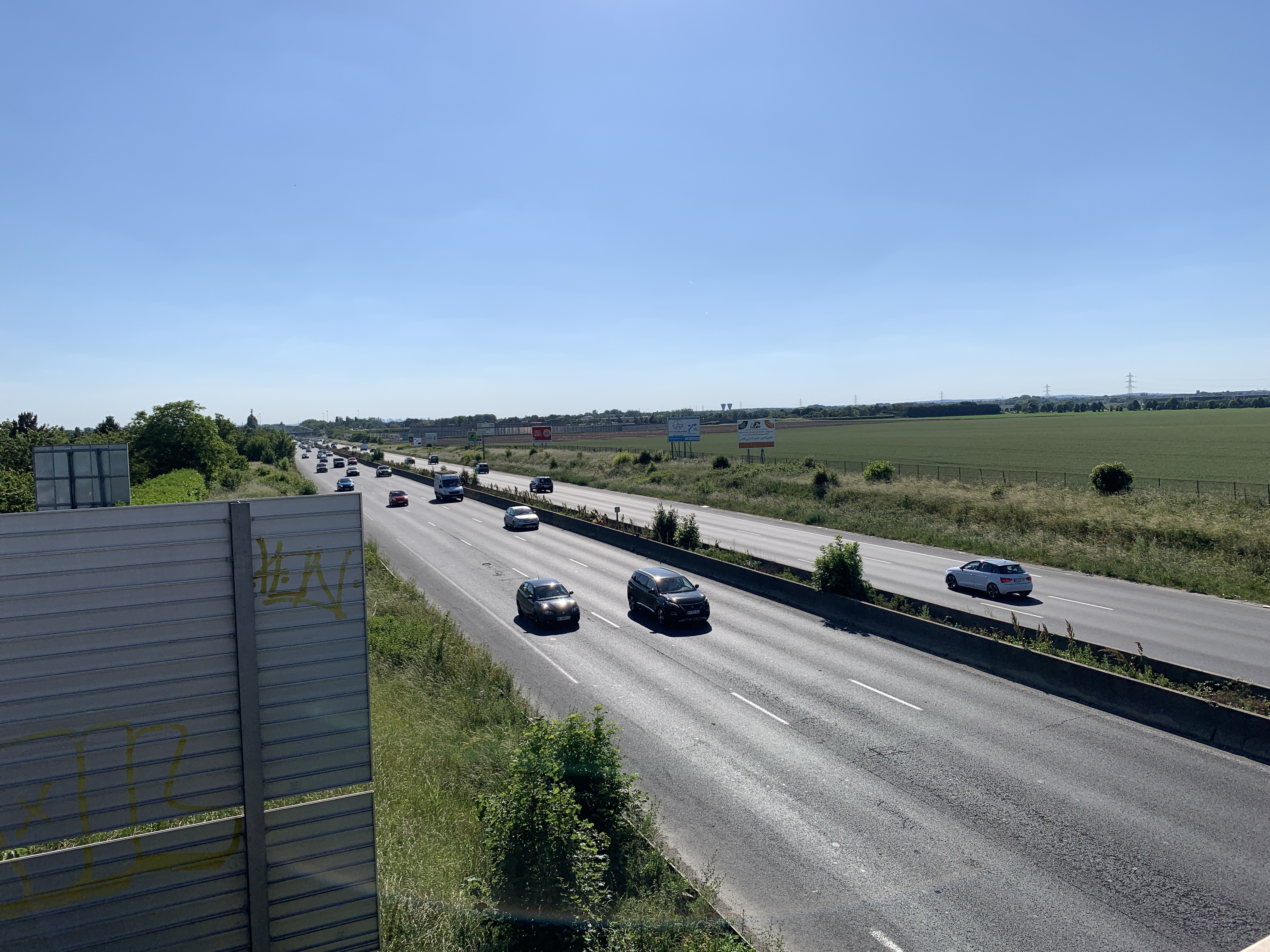
L'autoroute A104 depuis le depuis le pont, avenue du Général-Pouderoux, en 2020.

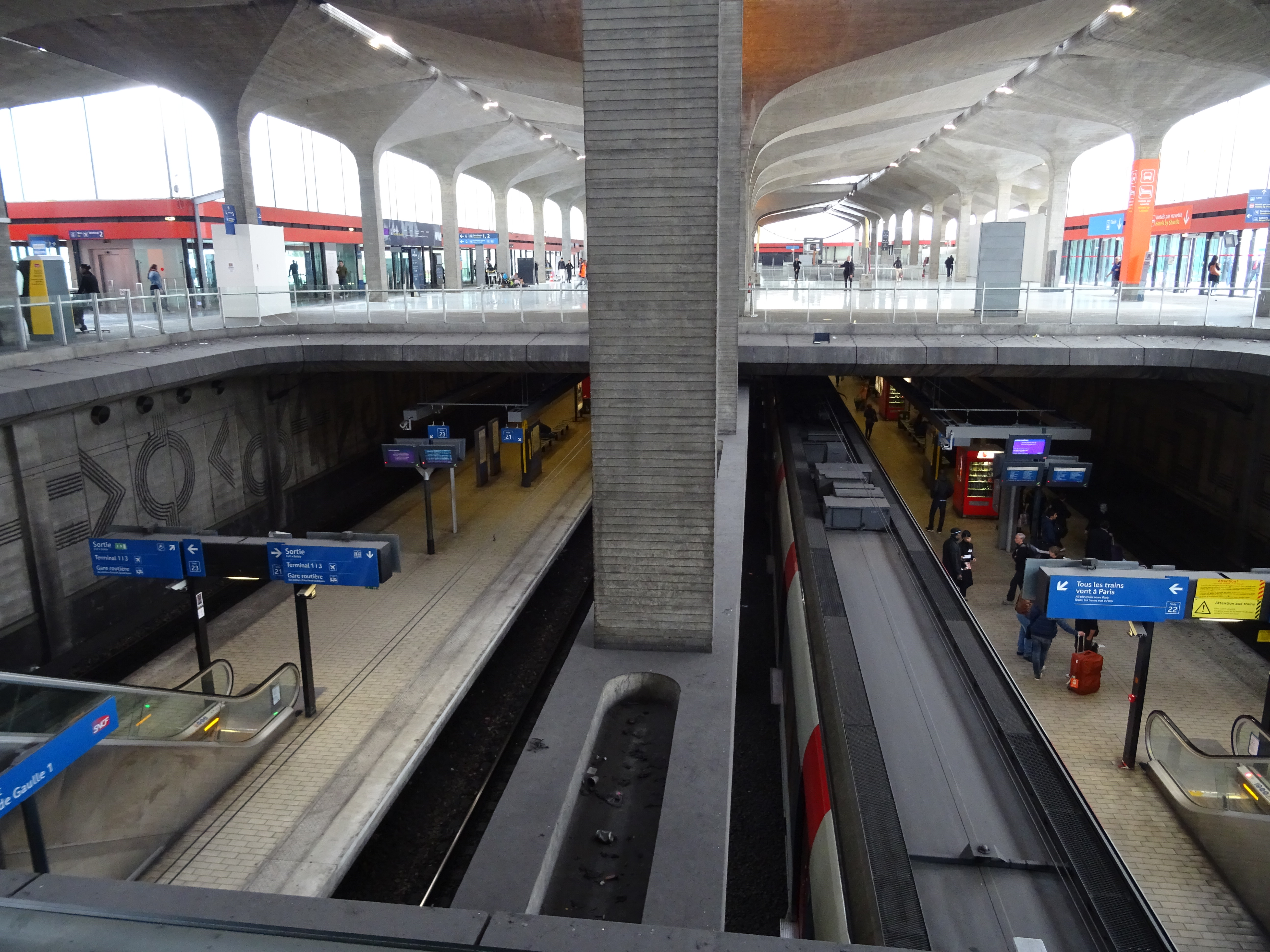
La gare de l'aéroport Charles-de-Gaulle 1.

La ville est principalement accessible par l'autoroute A104, par la RN 3, par la RD 115 (Route des Petits Ponts) et la station de RER du Vert-Galant, en liaison directe depuis la gare du nord.
L'aéroport de Paris-Charles-de-Gaulle a une partie de son territoire dans la commune de Tremblay-en-France.
La commune dispose de trois gares du RER B et une gare de TGV :
- Gare Aéroport Charles-de-Gaulle 2 TGV au nord qui est une gare TGV sur la ligne LGV Interconnexion Est et aussi une gare RER, terminus de la branche B3 ;
- Gare du Vert-Galant (branche B5 Mitry - Claye) située à la limite de la commune voisine de Villepinte et desservant le quartier du Vert-Galant, au sud de la commune.
- Gare de l'aéroport Charles-de-Gaulle 1 (branche B3)

En 1998, la Ville de Tremblay dispose du service Filéo qui permet aux employés de la plate-forme aéroportuaire d'accéder à leur lieu de travail de jour comme de nuit. Un système de navette à la carte qui profite aux propriétaires d'une carte Navigo sans majoration.
Au mois de septembre 2006, Tremblay a lancé son propre réseau de bus, entièrement financé par le budget de la commune, afin de pallier l'insuffisance du maillage en seconde couronne. Appelé T'Bus, ce dispositif fonctionne avec neuf bus, décorés aux couleurs de la ville, qui en sillonnent le territoire. Ce service a trouvé son public, puisque 4 932 voyageurs l'utilisent journellement en 2007, soit une croissance de 37 % depuis le lancement du service. L'achat d'un dixième T'bus est envisagée pour améliorer la desserte du Vieux-Pays.
Le député-maire François Asensi organise en 2003 les Assises du RER B et créé dans la foulée l'Association des Maires de la ligne B du RER en faveur de la modernisation de cette ligne.
La ligne 15 du Réseau de bus Terres d'Envol dessert la commune de Tremblay-en-France.

## Toponymie
L'endroit est appelé dans les documents anciens Trimlidum en 862, Tremblacum, Trembleium, Tremblay en 1175, Trembley.
Sous l'Ancien Régime, le village s'appelle Tremblay-en-France ou Tremblay-Saint-Denis.[réf. nécessaire]
Au XIXe siècle, la commune s'appelle simplement Le Tremblay et se divise en Grand et Petit Tremblay, mais qui ne constituent pas des communes indépendantes.
En 1887, la commune ajoute lès-Gonesse au nom de Tremblay utilisé après la période révolutionnaire. En ancien français, la préposition « lès » signifiant « près de », la graphie « Tremblay-les-Gonesses » est donc erronée.
À la fin des années 1980, un référendum local est organisé pour que les habitants de Tremblay se prononcent sur le changement de dénomination de la commune. Située dans le pays de France comme d'autres villages, comme sa célèbre voisine Roissy-en-France, le nouveau nom rappelle que la commune est située dans le cœur de l'Île-de-France.
La référence à la ville de Gonesse, justifiée pour des raisons de clarté en 1790, lors de la constitution de l'ancien département de Seine-et-Oise — il existait une commune homonyme dans le département avec Le Tremblay-sur-Mauldre, aujourd’hui dans les Yvelines — avait perdu sa pertinence.
Par un décret du 16 août 1989, publié au Journal officiel du 19 août, Tremblay-lès-Gonesse devient Tremblay-en-France.

## Histoire

### Préhistoire
Le territoire de la commune a connu une occupation humaine dès le paléolithique puis durant le néolithique comme l'attestent de nombreux objets trouvés par des cultivateurs ou durant le creusement du canal de l'Ourcq. Le village actuel s'établit autour de la source du Sausset, petite rivière de la plaine de France.

### Antiquité

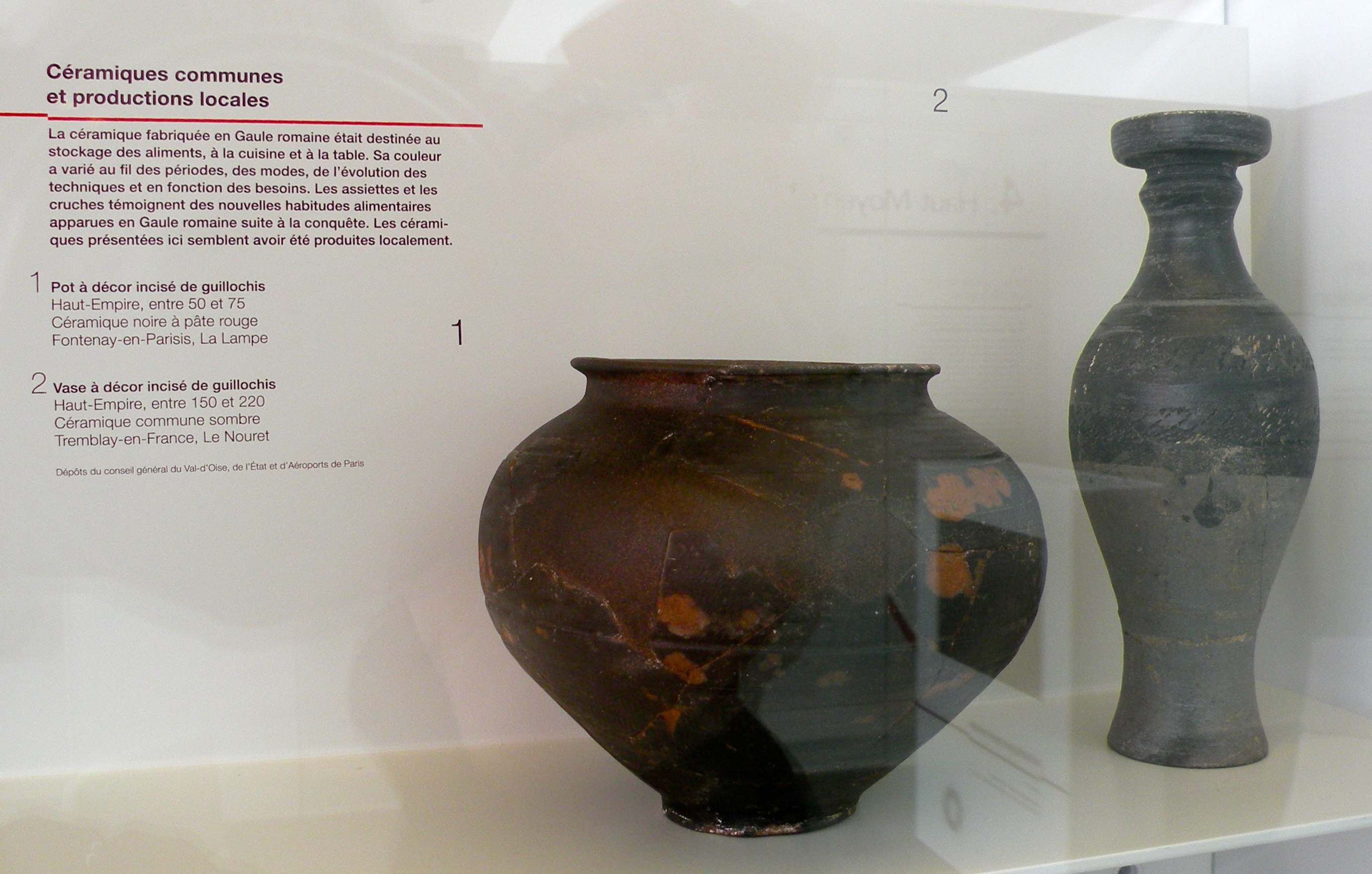
Vases de céramique d'époque gallo-romaine.
Celui de droite a été découvert à Tremblay.

La ville tire son nom du latin Tremuletum, le bois de trembles ou peupliers blancs. La France évoquée est le Pays de France, plaine agricole du nord-est de Paris où se situe la ville.

### Moyen Âge
Tremblay entre dans les possessions de la puissante abbaye de Saint-Denis en 834 à la suite d'un don de Louis le Pieux. L'abbé Suger y bâtit un château et affranchit les habitants.
Le village se répartit entre Petit Tremblay et Grand Tremblay. À cette époque, les habitants vivent de la grande culture céréalière ou de la vente de laine de mouton, vendue en particulier lors de la foire du Lendit à Saint-Denis. Des fouilles archéologiques ont permis d'identifier de retrouver les vestiges de villages a vocation principalement agricole de la période mérovingienne jusqu'à la fin du Moyen Âge.

### Epoque moderne
En 1566, Charles IX permit d'y établir deux foires. Située à l'écart des grands axes, la plupart des évènements de l'histoire n' atteignent guère Tremblay et ce jusqu'à la Révolution française.

### Epoque contemporaine
La première évolution importante est la construction du canal de l'Ourcq, décidée par Napoléon Ier, qui permet alors aux paysans de vendre plus facilement leurs productions à Paris.

#### Guerre de 1870
En 1870 et 1871, lors de la guerre franco-prussienne, les habitants du village se réfugient à Paris, les récoltes sont pillées.
Durant le siège de Paris le quartier général du XIIIe corps d'armée prussien fut installé au Vert-Galant et celui du prince Albert de Saxe est installé au Tremblay, dans une maison particulière. Les troupes prussiennes stationnèrent à Tremblay jusqu’en mars 1871.
Le 6 décembre 1870, eut lieu l'affaire de la ferme du Tremblay[C'est-à-dire ?] où est engagé le régiment des mobiles de la Vienne.

Tremblay au début du XXe siècle
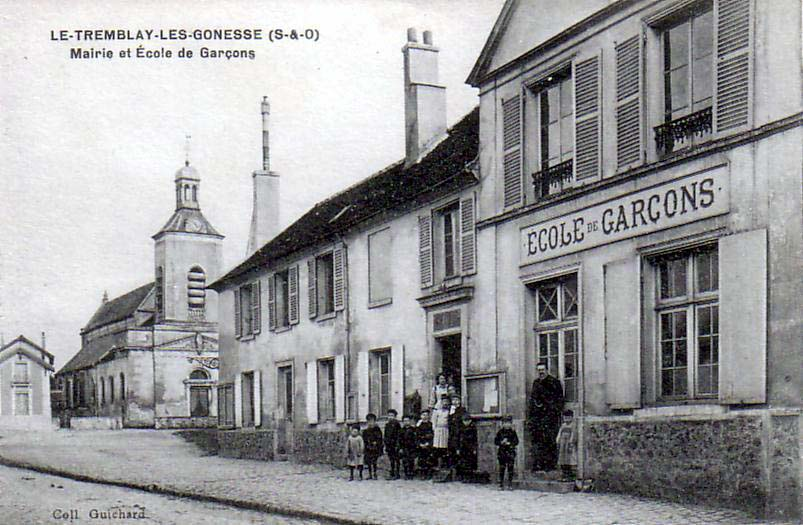
La mairie et l'école des garçons.
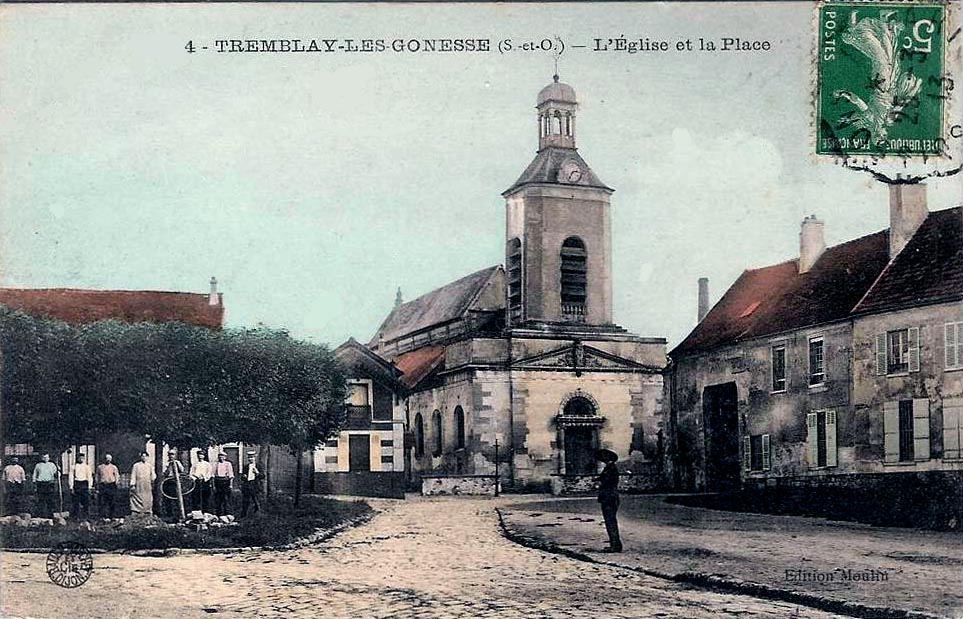
L'église et la place.
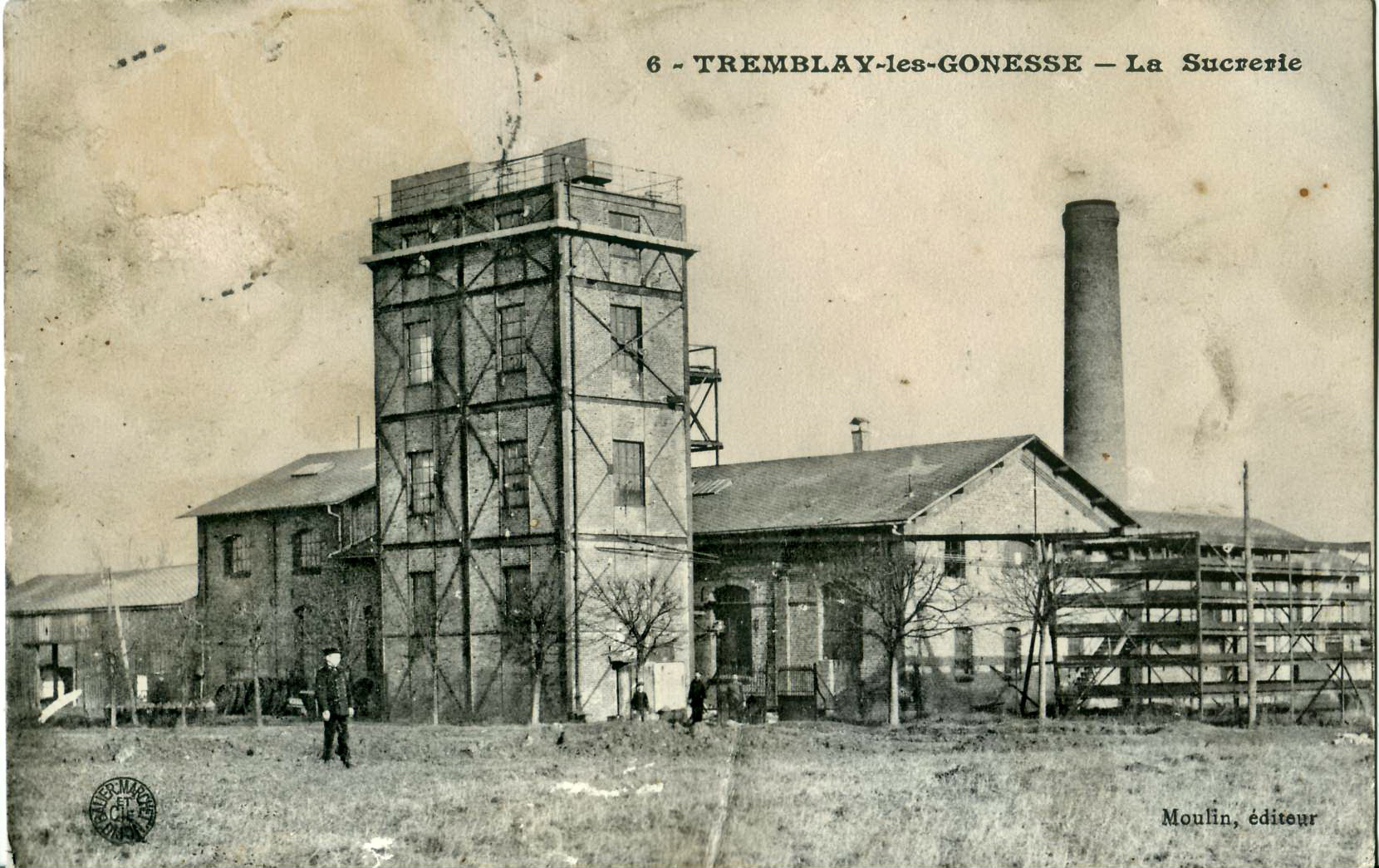
La sucrerie.
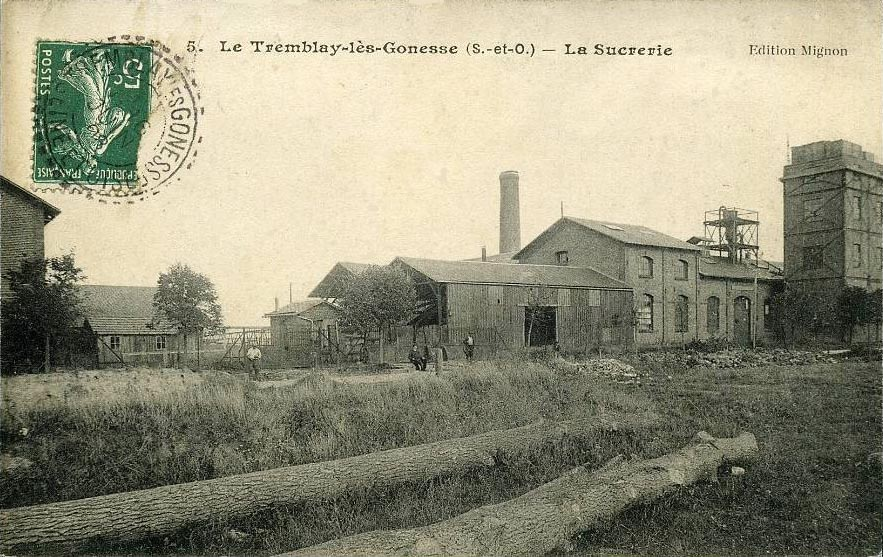
La sucrerie.
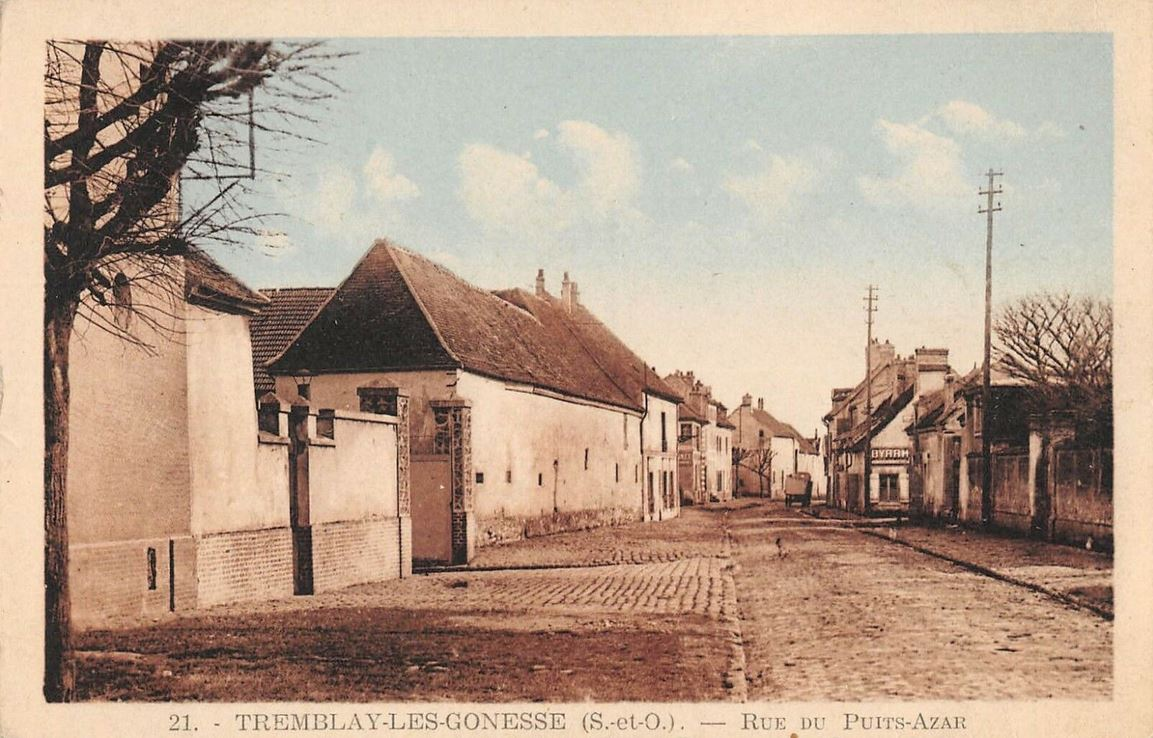
Rue du Puits-Aznar. Sans doute dans l'entre-deux-guerres.

#### Première Guerre mondiale

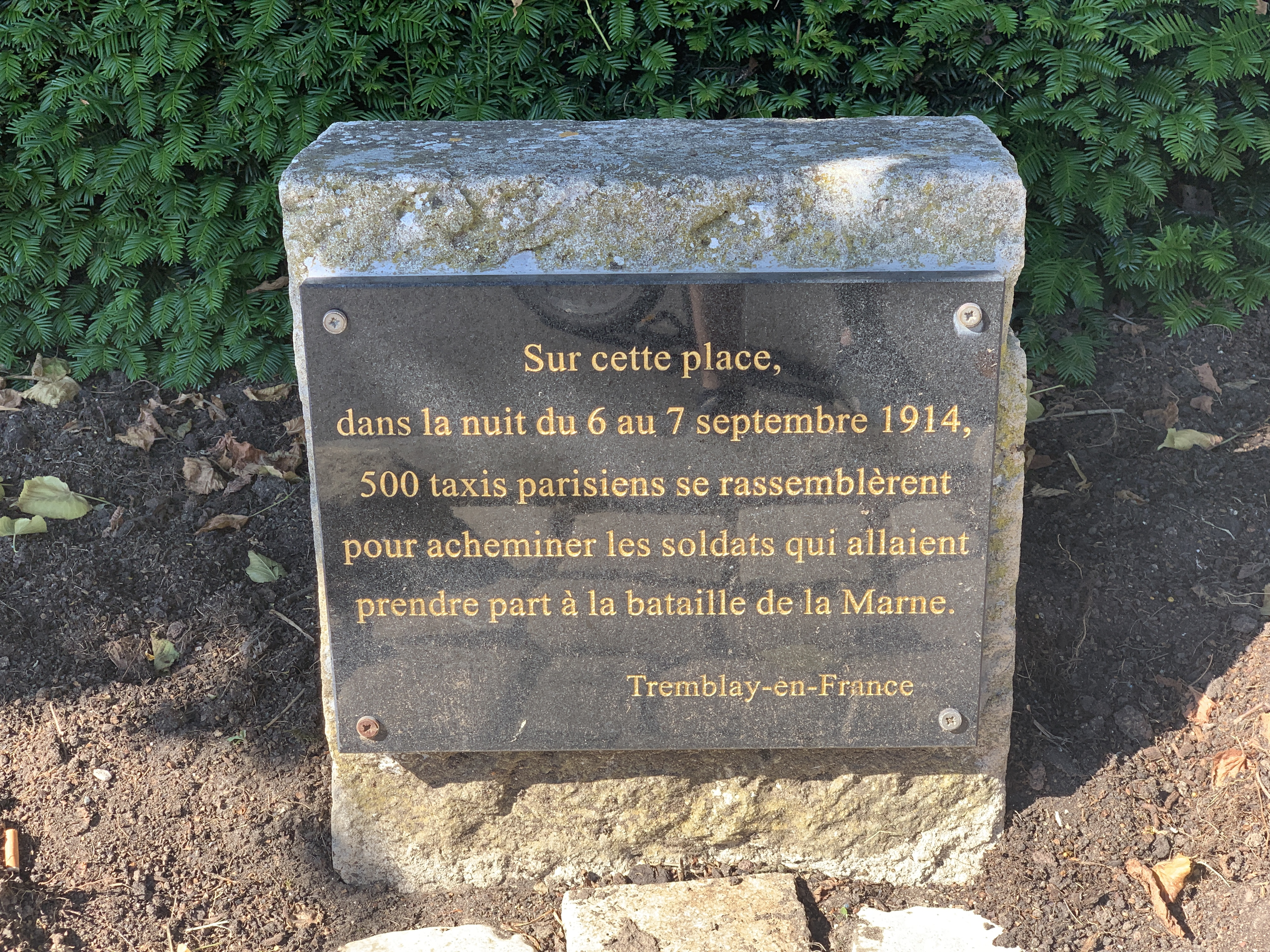
Plaque commémorative des Taxis de la Marne.

Au XXe siècle, la commune concernée par des évènements de la Première Guerre mondiale : lors de la Bataille de la Marne, les taxis de la Marne partis de Gagny sont inspectés sur la place du village par le général Gallieni.

#### Croissance urbaine à partir de l'entre-deux-guerres
À partir des années 1920, la commune connaît, comme beaucoup de ses voisines, une transformation importante avec la construction de lotissements pavillonnaires le long de la voie ferrée Paris-Soissons, sur d'anciennes terres incultes au sud du territoire. Le nord reste alors agricole et mène une vie à part. Une municipalité communiste est élue en 1935.

#### Seconde Guerre mondiale
Le 3 octobre 1944, un missile balistique V2 s'écrase sur Tremblay-les-Gonesse.

#### Fin du XXe siècle
En 1974 est inauguré l'aéroport de Paris-Charles-de-Gaulle, qui s'étend à l'extrême nord de la commune.

## Politique et administration

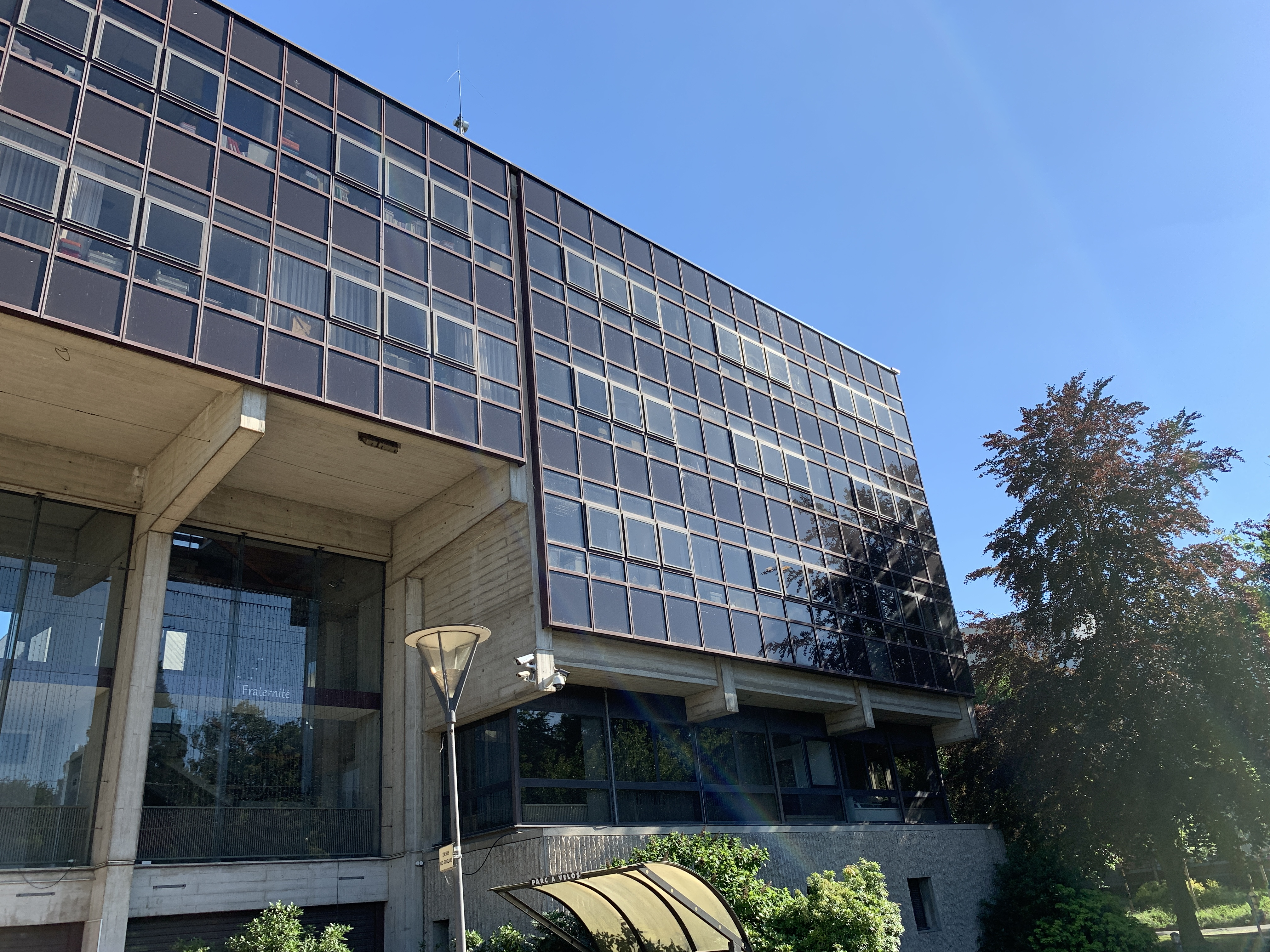
Détail de la mairie.

### Rattachements administratifs et électoraux
Antérieurement à la loi du 10 juillet 1964, la commune faisait partie du département de Seine-et-Oise. La réorganisation de la région parisienne en 1964 fit que la commune appartient désormais au département de la Seine-Saint-Denis et à son arrondissement du Raincy après un transfert administratif effectif au 1er janvier 1968.
Pour l'élection des députés, la ville fait partie depuis 1988 de la onzième circonscription de la Seine-Saint-Denis.
Elle faisait partie de 1801 à 1922 du canton de Gonesse, année où elle intègre le canton d'Aulnay-sous-Bois. En 1964, elle est rattachée au canton de Sevran du département de Seine-et-Oise. Lors de la mise en place de la Seine-Saint-Denis, la ville devient en 1967 le chef-lieu du canton de Tremblay-en-France. Dans le cadre du redécoupage cantonal de 2014 en France, ce canton, dont la commune est toujours membre, est modifié, passant de une à quatre communes.

### Intercommunalité
La commune faisait partie depuis 2010 de la communauté d'agglomération Terres de France.
Dans le cadre de la mise en œuvre de la volonté gouvernementale de favoriser le développement du centre de l'agglomération parisienne comme pôle mondial est créée, le 1er janvier 2016, la métropole du Grand Paris (MGP), à laquelle la commune a été intégrée.
La loi portant nouvelle organisation territoriale de la République du 7 août 2015 (Loi NOTRe) prévoit également la création le 1er janvier 2016 d'établissements publics territoriaux (EPT), qui regroupent l'ensemble des communes de la métropole à l'exception de Paris, et assurent des fonctions de proximité en matière de politique de la ville, d'équipements culturels, socioculturels, socio-éducatifs et sportifs, d'eau et assainissement, de gestion des déchets ménagers et d'action sociale, et exerçant également les compétences que les communes avaient transférées aux intercommunalités supprimées
Tremblay-en-France fait donc partie depuis le 1er janvier 2016 de l'établissement public territorial Paris Terres d'Envol, créé par un décret du 11 décembre 2016 et qui regroupe les cinq communes adhérant au SEAPFA (dont les trois communes membres de Terres de France) ainsi que les trois communes qui faisaient partie de la communauté d'agglomération de l'aéroport du Bourget.
Elle est également membre du syndicat d'équipement et d'aménagement des Pays de France et de l'Aulnoye (SEAPFA).

### Tendances politiques et résultats
Tremblay-en-France est l'une des communes emblématiques de la Ceinture Rouge qui désigne l'ensemble des municipalités communistes entourant Paris.
Si ces dernières tendent à être moins nombreuses depuis une trentaine d'années, Tremblay-en-France est solidement détenue par les communistes depuis 1935 et seuls trois maires se sont succédé depuis 1945.
Dans le même temps, alors qu'il a pris le département aux communistes, le parti socialiste n'est pas parvenu à conquérir la mairie, peinant à dépasser les 10 % des suffrages lors des dernières municipales.
Ainsi, les élections municipales de 2008 ont consacré la victoire de François Asensi dès le premier tour avec plus de 70 % des voix contre 18,3 % à la droite et 8,6 % au parti socialiste.
Lors des élections municipales françaises de 2014, la liste du maire sortant François Asensi qui regroupe le Front de Gauche et Europe Écologie Les Verts s'impose dès le premier tour avec 68,69 % des voix, largement devant la liste d'union de la droite créditée de 18,89 % des voix et le parti socialiste qui reçoit seulement 9,52 % des suffrages.
Toutefois, sur la période récente, lorsque le parti communiste présente un candidat, la commune connaît une forte progression du Front national (devenu Rassemblement National en 2018)[réf. nécessaire].
Ainsi, lors des élections départementales de 2015, le canton de Tremblay (qui regroupe aussi les communes de Montfermeil, Coubron et Vaujours) est le seul du département à voir la qualification du Front National pour le deuxième tour, finalement battu par le duo du front de gauche.
De même, au premier tour des élections régionales françaises de 2015, c'est la liste du Front National qui est arrivée en tête dans la commune
Au premier tour des élections municipales de 2020 dans la Seine-Saint-Denis, la liste FG - PCF - LFI - PS - EÉLV - G·s menée par le maire sortant François Asensi remporte la majorité absolue des suffrages exprimés, avec 4 728 voix (75,27 %, 35 conseillers municipaux élus dont 1 métropolitain), devançant très largement celle LR - SL menée par Emmanuel Naud (1 553 voix, 24,72 %, 4 conseillers municipaux élus).
Lors de ce scrutin marqué par la pandémie de Covid-19 en France, 68,38 % des électeurs se sont abstenus.

### Liste des maires
| Période                                  | Période                   | Identité           | Étiquette                    | Qualité |
| ---------------------------------------- | ------------------------- | ------------------ | ---------------------------- | --- |
| Les données manquantes sont à compléter. |                           |                    |                              | |
| 1935                                     | octobre 1939              | Gilbert Berger,    | PCF                          | Menuisier, charpentier Conseiller général d'Aulnay-sous-Bois (1939 → 1940, 1944 → 1964) Suspendu par le Gouvernement Daladier à la suite de la signature du Pacte germano-soviétique |
| octobre 1939                             | 1941                      | Honoré Théricourt  |                              | Instituteur, secrétaire de mairie Président de la délégation spéciale nommée par le Gouvernement Daladier                                                                            |
| 25 avril 1941                            | 1944                      | Raymond Tétard     |                              | Cultivateur Nommé conseiller départemental en 1943 par le Gouvernement de Vichy. Maire nommé par le gouvernement de Vichy                                                            |
| 1944                                     | 1944                      | Maurice Anguerrand |                              | Mécanicien, ancien conseiller municipal Président du comité local de libération |
| septembre 1944                           | mars 1965                 | Gilbert Berger,    | PCF                          | Menuisier, charpentier Député de Seine-et-Oise (1946 → 1951) Conseiller général d'Aulnay-sous-Bois (1939 → 1940, 1944 → 1964) Titulaire de la Médaille de la Résistance              |
| mars 1965                                | avril 1991                | Georges Prudhomme  | PCF                          | Ajusteur Conseiller général Sevran (1964 → 1967) Conseiller général de Tremblay-en-France (1967 → 2001) Démissionnaire                                                               |
| avril 1991                               | En cours (au 27 mai 2020) | François Asensi    | PCF, FASE puis FG (Ensemble) | Dessinateur industriel Député de la Seine-Saint-Denis (11e circ.) (1981 → 2017) Président de la CA Terres de France (2010 → 2015) Réélu pour le mandat 2020-2026,                    |

### Jumelages
- Loropéni (1988)
- Marsciano (1988)

## Population et société

### Démographie
L'évolution du nombre d'habitants est connue à travers les recensements de la population effectués dans la commune depuis 1793. Pour les communes de plus de 10 000 habitants les recensements ont lieu chaque année à la suite d'une enquête par sondage auprès d'un échantillon d'adresses représentant 8 % de leurs logements, contrairement aux autres communes qui ont un recensement réel tous les cinq ans,.

En 2022, la commune comptait 38 210 habitants, en évolution de +7,06 % par rapport à 2016 (Seine-Saint-Denis : +4,67 %, France hors Mayotte : +2,11 %).
| 1793 | 1800 | 1806 | 1821 | 1831 | 1836 | 1841 | 1846 | 1851 |
| ---- | ---- | ---- | ---- | ---- | ---- | ---- | ---- | ---- |
| 824  | 907  | 927  | 867  | 862  | 838  | 822  | 807  | 753  |

| 1856 | 1861 | 1866 | 1872 | 1876 | 1881 | 1886 | 1891 | 1896 |
| ---- | ---- | ---- | ---- | ---- | ---- | ---- | ---- | ---- |
| 732  | 743  | 767  | 735  | 735  | 720  | 764  | 720  | 756  |

| 1901 | 1906 | 1911 | 1921 | 1926  | 1931  | 1936  | 1946  | 1954  |
| ---- | ---- | ---- | ---- | ----- | ----- | ----- | ----- | ----- |
| 763  | 798  | 837  | 842  | 2 095 | 4 385 | 6 181 | 5 810 | 9 510 |

| 1962   | 1968   | 1975   | 1982   | 1990   | 1999   | 2006   | 2011   | 2016   |
| ------ | ------ | ------ | ------ | ------ | ------ | ------ | ------ | ------ |
| 13 788 | 18 482 | 26 846 | 29 644 | 31 385 | 33 885 | 35 340 | 34 452 | 35 691 |

| 2021   | 2022   | - | - | - | - | - | - | - |
| ------ | ------ | - | - | - | - | - | - | - |
| 37 271 | 38 210 | - | - | - | - | - | - | - |

### Enseignement

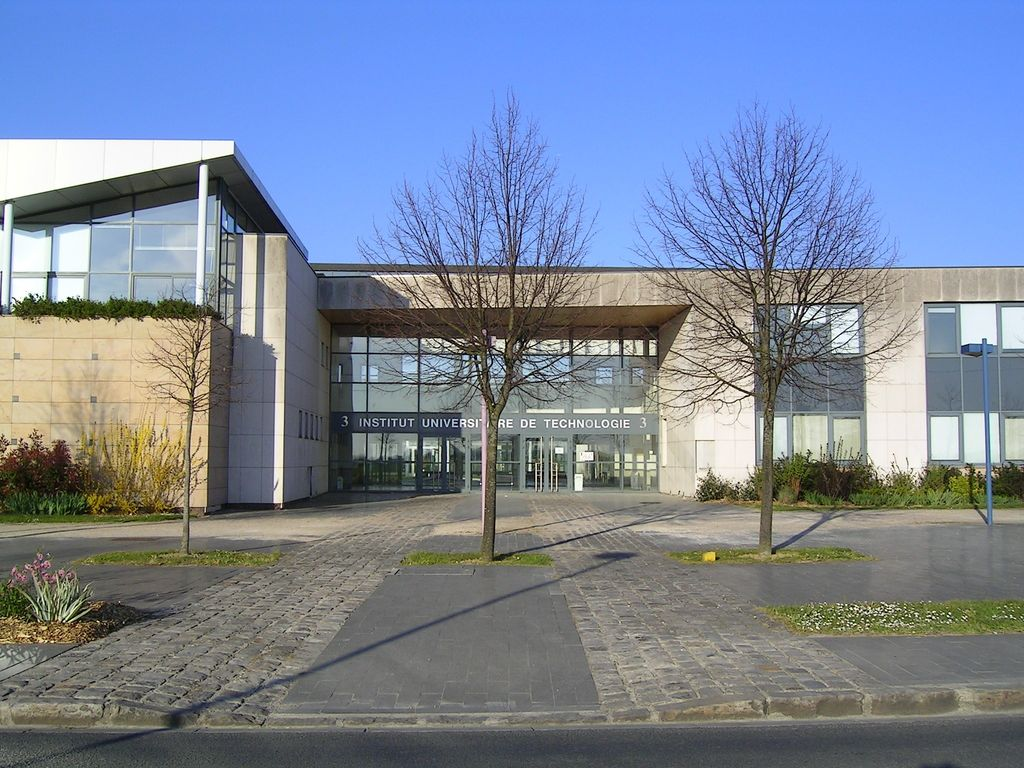
L'IUT

Il y a 14 écoles élémentaires[Quand ?] (Victor Hugo, Brossolette, Anatole France, Curie, Jaurès, Moulin, Cotton, Politzer, Malraux, Balzac, Ferry, Varlin, Rosenberg, Saint Pie X) et 12 écoles maternelles (Desnos, Buisson, Triolet, Labourbe, Cotton, Malraux, Prévert, Langevin, Curie, Anatole France, Casanova, Balzac), 3 collèges (Collège Romain Rolland, Collège Ronsard et Collège Descartes), un lycée général (Lycée Léonard de Vinci (en)), un lycée professionnel (Hélene Boucher (en)) et un IUT (Université Paris 8).

### Culture
Ouvert en 1983 et complètement modernisé en 2005, le cinéma Jacques-Tati, situé dans le quartier du Vert-Galant, propose une programmation variée alliant les films d'auteurs aux films "grand public". Le travail avec le jeune public tient une place importante. Des séances scolaires sont organisées tous les jours et le cinéma Jacques-Tati participe aux dispositifs École et Cinéma, Collège au Cinéma et Lycées au Cinéma en partenariat avec l'Éducation nationale. Classé Art et Essai, le cinéma organise régulièrement des avant-premières et des rencontres avec des réalisateurs ou des acteurs. Chaque année au mois de mars, le cinéma organise Terra di cinema, festival du film italien qui, durant trois semaines, propose un panorama des meilleurs films transalpins en présence des réalisateurs et des acteurs. Environ 200 000 spectateurs se pressent tous les ans dans les salles de Jacques-Tati, ce qui en fait le deuxième cinéma public le plus fréquenté de Seine-Saint-Denis, derrière le Méliès de Montreuil. Il est composé de 3 salles : la salle "Jour de fête", la salle "Play Time" et la salle "Parade".
Tremblay dispose également du théâtre Louis-Aragon dirigé depuis 2006 par Emmanuelle Jouan dont la mission est de redonner une cohérence artistique à la programmation. « Je suis venue à Tremblay par conviction, c’est une municipalité où la culture est encore considérée comme un rouage essentiel du projet pour la ville, et c’est dans ce sens que j’envisage ma fonction. La programmation sera axée sur des artistes pour qui la rencontre avec le public fait partie de l’œuvre. Mon objectif est avant tout de montrer aux Tremblaysiens que le théâtre n’est pas un lieu fermé, uniquement accessible à une certaine catégorie de personnes, mais un lieu pour créer du lien", explique la directrice de l'établissement.
Les soirs de spectacle, le Café des Artistes, attenant au théâtre, ouvre ses portes avant et après la programmation, pour permettre à la soirée de se prolonger autour d'un verre et d'une petite restauration. Les artistes sont souvent fidèles à ce rendez-vous convivial.

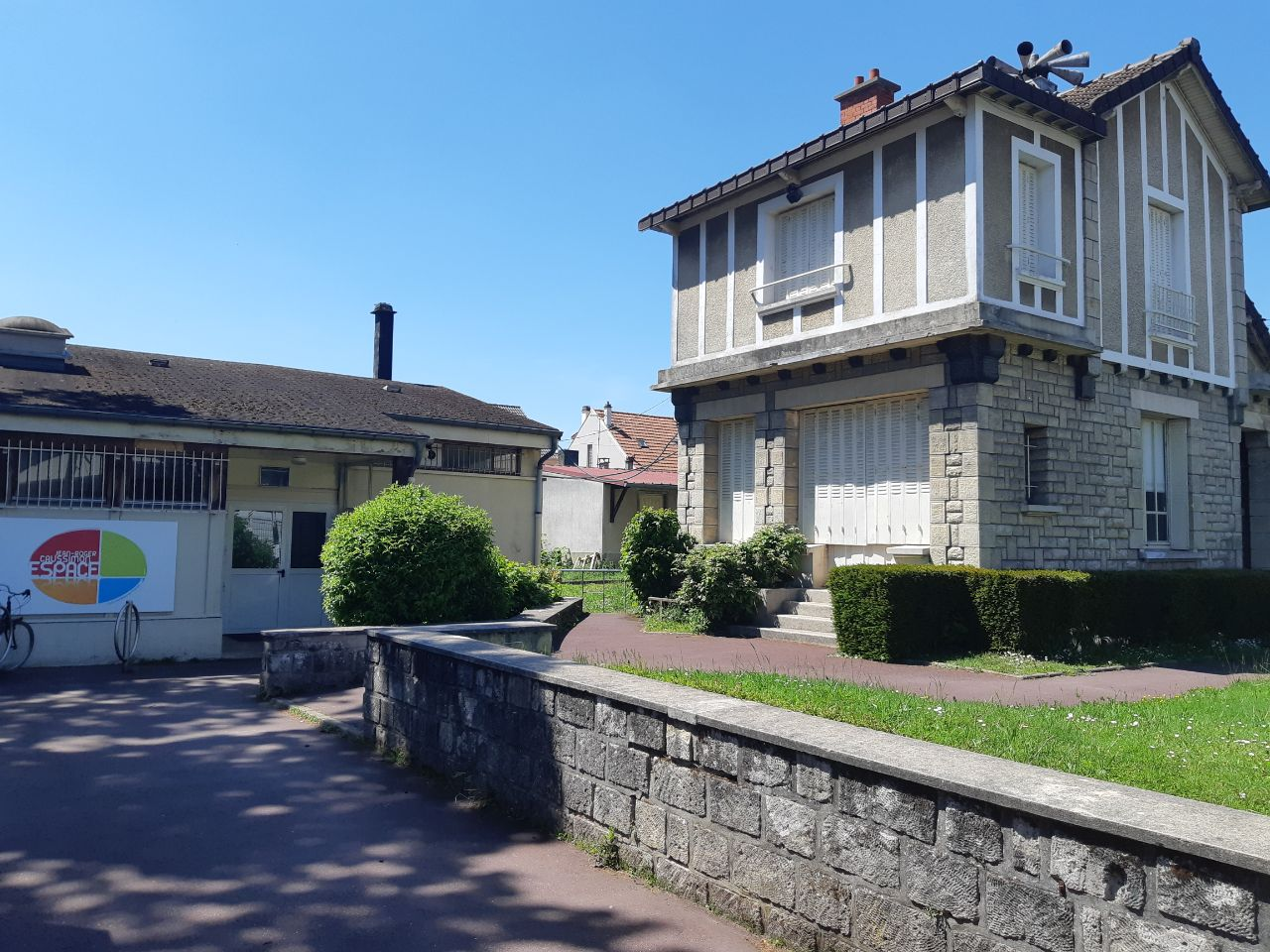
Bâtiments de l'espace Jean-Roger Caussimon.

La Scène Jean-Roger Caussimon, hébergée à l'Odéon, centre culturel inauguré en 2001 sur la place du Bicentenaire-de-la-Révolution, est le lieu privilégié des rencontres musicales à Tremblay. La qualité de la programmation jazz et blues en font une salle de concert de réputation régionale. La scène est d'ailleurs un des fers de lance du festival de jazz Banlieue Bleue qui a lieu chaque année en Seine-Saint-Denis. Toutefois, la scène s'ouvre depuis plusieurs années à d'autres couleurs musicales : les artistes de la nouvelle scène française et les artistes Hip-Hop y ont fait une entrée remarquée.
D'autres structures comme le conservatoire de l'Odéon, le centre social Louise-Michel, l'espace Mikado et l'espace Jean-Roger Caussimon témoignent de l'engagement culturel de la ville et de la volonté de faire partager les savoirs et de construire le lien social à partir d'un échange culturel fort. En février 2008, un équipement destiné aux 18-30 ans ouvrira ses portes dans le centre-ville pour permettre à ses jeunes de concrétiser leurs propres projets artistiques. Ouverture de la médiathèque Boris-Vian en décembre 2008.
Tremblay organise et participe à de nombreux événements culturels chaque année. L'un des plus marquants a lieu à la fin juin dans le parc du Château Bleu : la fête du chapiteau bleu, consacrée aux arts du cirque et créée en 2006.

### Santé
- Trois groupes médicaux[Quand ?] :
  - dans le quartier des Cottages
  - au centre-ville
  - au Vert Galant
- Hôpital privé du Vert Galant

### Sports

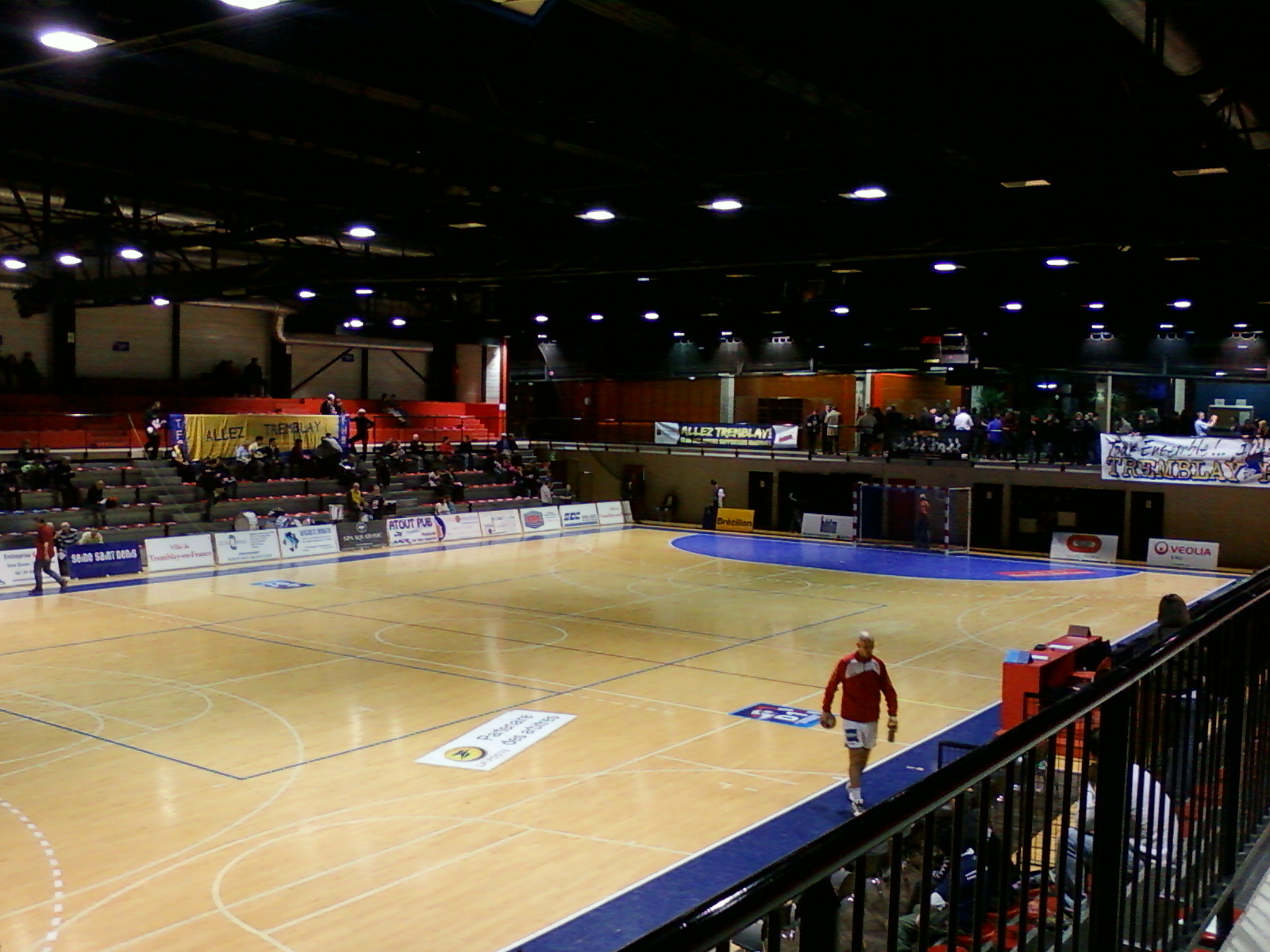
Le Parc des sports de Tremblay-en-France.

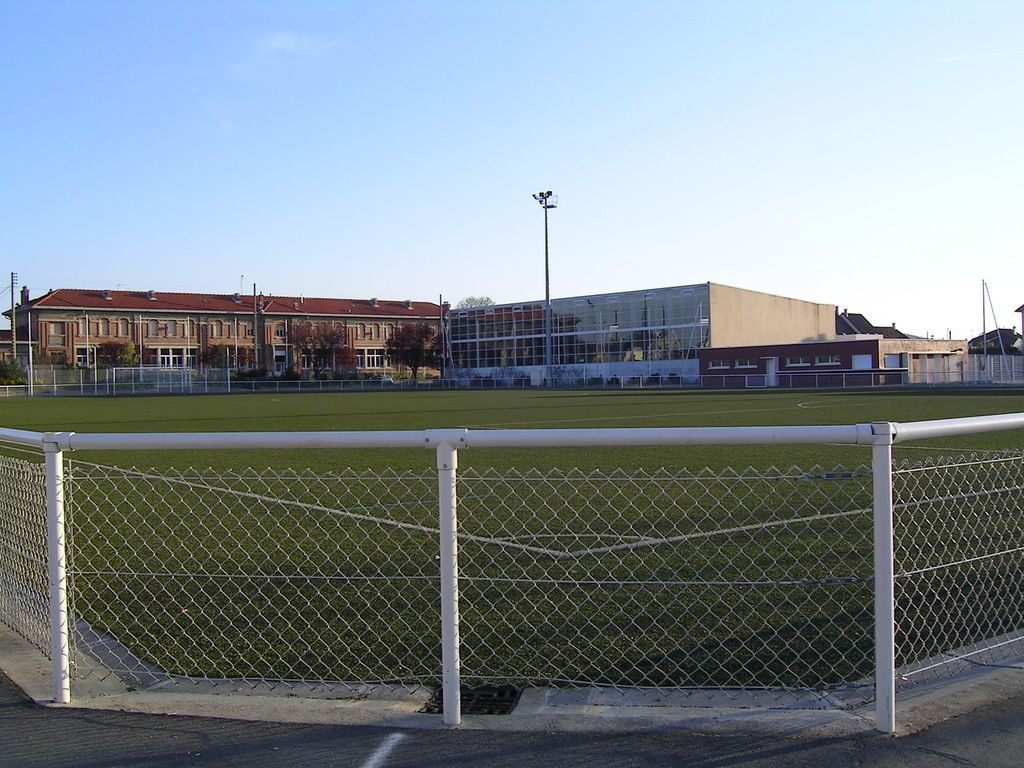
Stade du Vert-Galant.

- Le Palais des Sports, où notamment évolue le Tremblay Handball
- La piscine Auguste-Delaune construite dans les années 1970 puis rénovée en 2007-2008[41]  et en 2022-2023[42]
- Le gymnase Jean-Guimier
- Le gymnase Toussaint-Louverture
- Le gymnase Jacquart
- Le gymnase Marcel-Cerdan, où notamment évolue le Tremblay AC volley-ball.
- Le Parc des Sports Georges Prudhomme
- Le stade Fernand-Noël
- Le stade Jean Jaurès
- le dojo Thierry-Ngninteng
- Le complexe de tennis Raymond-Baldeyrou
- Le parc intercommunal d'équitation du Château Bleu qui accueille chaque année la manifestation handisport Cap Hunter

La commune accueille le Circuit Carole.
La ville projette la construction à l'horizon 2024 d'une grande salle de 9 800 places, le Colisée.

### Cultes
- Catholicisme :
  - l'église Marcel-Callo[44] dédiée à la mémoire du bienheureux Marcel Callo, mort en déportation,
  - l'église Sainte-Thérèse-du-Vert-Galant[45] dans le quartier du même nom,
  - l'église Notre-Dame-du-Très-Saint-Sacrement[46] appelée aussi Notre-Dame des Cottages,
  - l'église Saint-Médard[47], dite du Vieux Pays ;
- Islam : avenue de la Résistance (mosquée) ;
- Bouddhisme : rue Jules-Guesde (pagode).

## Économie

Le siège social d'Air France, dans le complexe de Roissypôle et sur les terrains de l'aéroport de Paris-Charles-de-Gaulle.

Au cœur d’un nœud de communication de dimension mondiale, Tremblay-en-France dispose d'un fort potentiel économique. Actuellement plus de 1 600 entreprises et 55 000 emplois irriguent le tissu économique local[Quand ?].
L’emprise de la plate-forme aéroportuaire structure l'économie tremblaysienne. L'activité économique de l'aéroport de Paris-Charles-de-Gaulle est composée par une zone de fret située à 90 % sur Tremblay et par la cité d'affaires Roissypôle. 557 des 719 entreprises existantes sont implantées sur le territoire de Tremblay.
Au nord de la ville toujours, le parc d'activités international Paris Nord II regroupe au sein d'un environnement de plans d'eau et d'espaces verts, un centre commercial, un parc des expositions et un parc d'activités de 200 hectares et 577 entreprises.
À l'entrée du Vieux-Pays, située à 10 minutes de l'aéroport et longée par l'A104, la zone d'activités de Tremblay CDG accueille sur 38 hectares 110 entreprises dans des domaines aussi variés que la mécanique, le bâtiment, la plasturgie, le commerce de gros.
En cours d'étude[Quand ?], le projet d'aménagement de la zone sud de l'aéroport Charles-de-Gaulle confirme la vocation internationale de ce site situé à 25 minutes du centre de Paris tout en lui offrant des perspectives de développement considérables.
Le territoire sud aéroportuaire est une étendue vaste de 180 hectares reconnu comme un secteur stratégique : le Contrat de Plan État-Région 2007-2013 inscrit le site comme un « territoire de projet de dimension internationale » et le projet de Schéma directeur de la région Île-de-France le consacre « territoire de rayonnement économique international ».
Son aménagement représente une opportunité foncière exceptionnelle dont la vocation est de permettre le rééquilibrage au Nord-Est du développement de l’Île-de-France, de valoriser les capacités d’accueil en investissements internationaux et de diversifier le tissu économique local.
Le projet de territoire développé comporte la réalisation d’une zone d’activités internationale de près de 110 hectares accueillant des entreprises à haute valeur ajoutée répondant à des objectifs d’innovation, de formation et d’excellence, ainsi qu’une extension majeure du parc des expositions de Paris-Nord Villepinte dont l’ambition est d’en faire le grand parc français de dimension mondiale (environ 350 000 m2 couverts à terme), associée à une Cité de l’exposition et de la communication et à un pôle hôtelier et de service. À cela, il faut ajouter la construction prochaine d'Aéroville, un pôle de commerces et de services ultra-moderne qui permettra la création de 3 000 emplois.
Au total, à l'horizon 2011, ce sont plus de 15 000 emplois qui sont attendus à Tremblay-en-France.
En 2007, le projet de construction d'un centre de commerces et de services au sud de la plate-forme aéroportuaire sur la zone de fret divise et provoque la polémique parmi les habitants et les élus locaux. Baptisé « Aéroville », le projet, dessiné par l'architecte Christian de Portzamparc, s'étend sur une surface de 5 hectares (49 986 m2) et est sorti de terre en 2011, ouvert le 17 octobre 2013. D'un coût estimé à 270 millions d'euros, il doit accueillir une grande surface Auchan « nouveau concept », des boutiques haut de gamme, mais également des services non marchands comme une antenne postale, une garderie et une salle de sport, ainsi qu'un parking de 4 700 places. L'ensemble sera dissimulé par une toiture « ondulant comme un manteau » selon l'architecte et encadré d'un jardin paysager et d'une coulée verte. Selon son concepteur, Unibail, il est conçu pour attirer les touristes dans des boutiques de luxe et les employés de la plate-forme, qui souffrent d'un déficit commercial et de services. Cependant, vu la saturation actuelle des voies d'accès routières à l'aéroport, l'accroissement exponentiel des problèmes de circulation est dénoncée, et les petits commerçants estiment que le projet « transformera les centres-villes des environs en ghettos », le commerce local ne pouvant, selon eux, survivre à cette nouvelle offre, qui s'additionne à une sur-représentation dans le secteur des grandes surfaces, en particulier au nord de la Seine-Saint-Denis (Parinor, Paris-Nord II au sud, centre commercial de Claye-Souilly à l'est),. Ces arguments n'ont toutefois pas été retenus par les commissions départementales puis nationale d'urbanisme commercial. Cette dernière a autorisé en juillet 2008 ce projet, qui devrait permettre la création de 2 500 emplois et permettre de mieux satisfaire les besoins des voyageurs ainsi que des nombreux salariés du pôle d'emploi de Roissy-CDG.
Le siège social d'Air France réside dans Roissypôle,, Tremblay-en-France,,.

Photos aériennes Paris-Nord et Paris-Nord-2
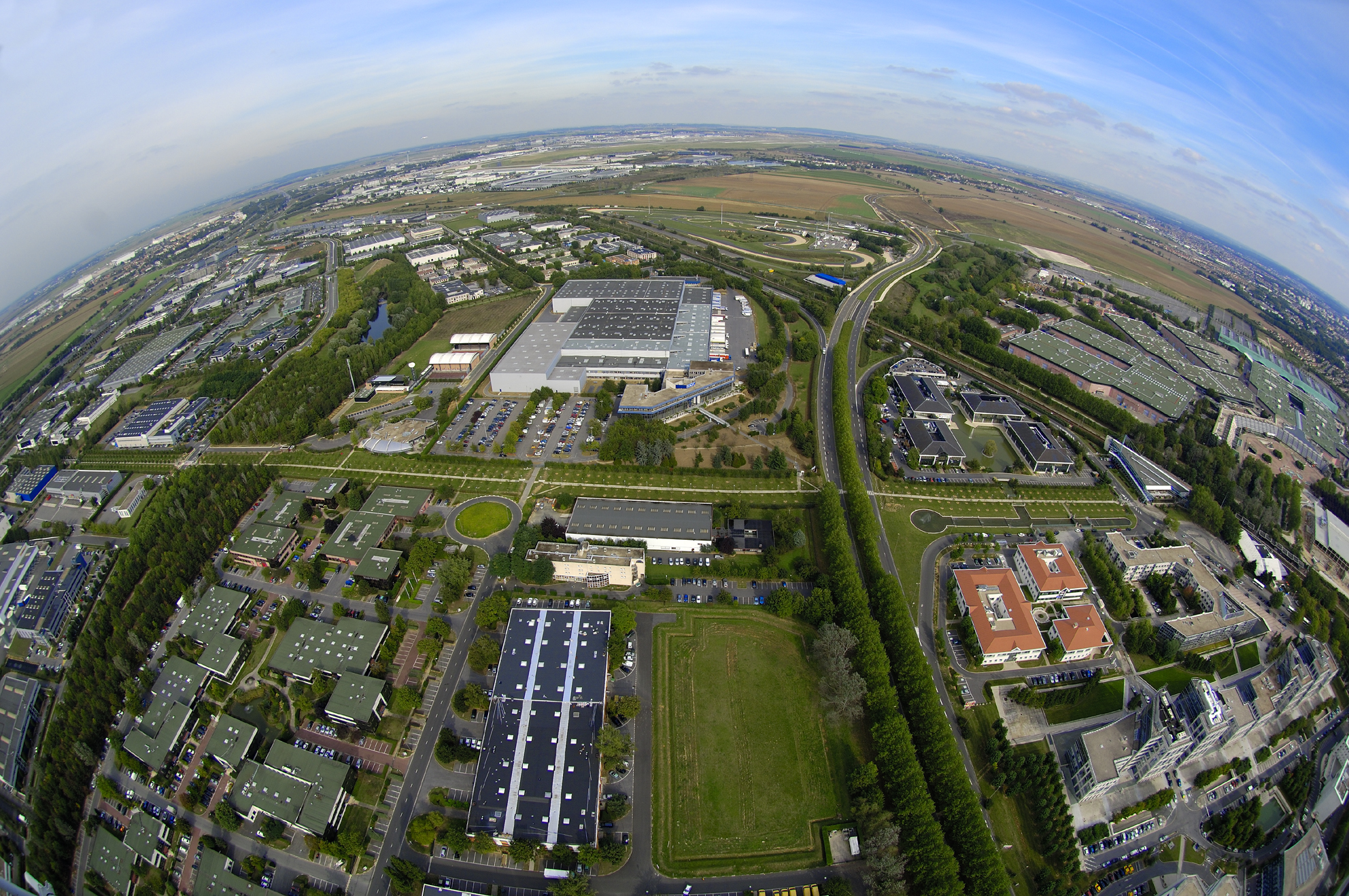
Le parc d'activités Paris-Nord II et l'aéroport Charles-de-Gaulle (au fond).
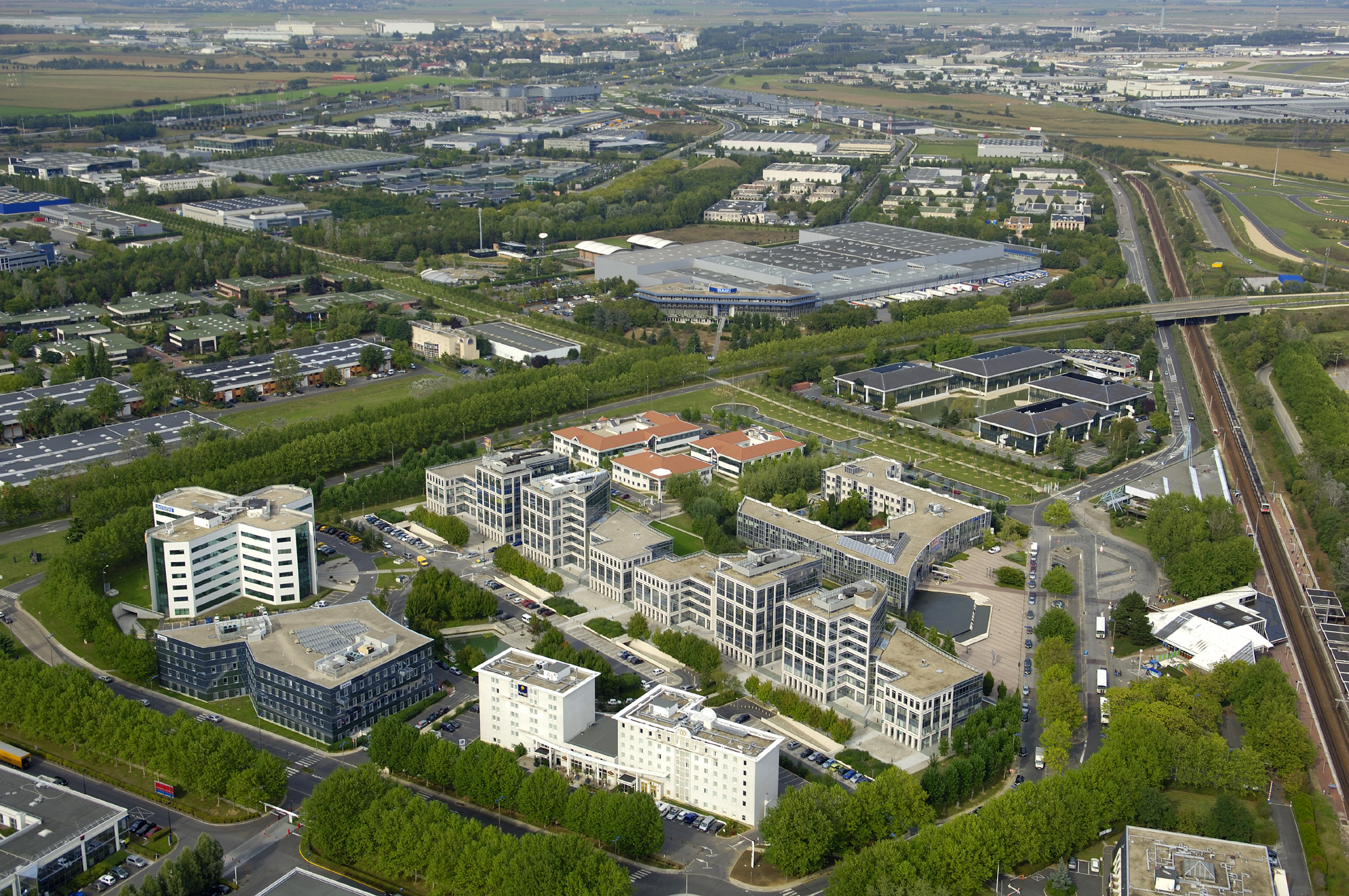
Le parc d'activités Paris-Nord II et, au fond, le village de Roissy-en-France et l'aéroport Charles-de-Gaulle.
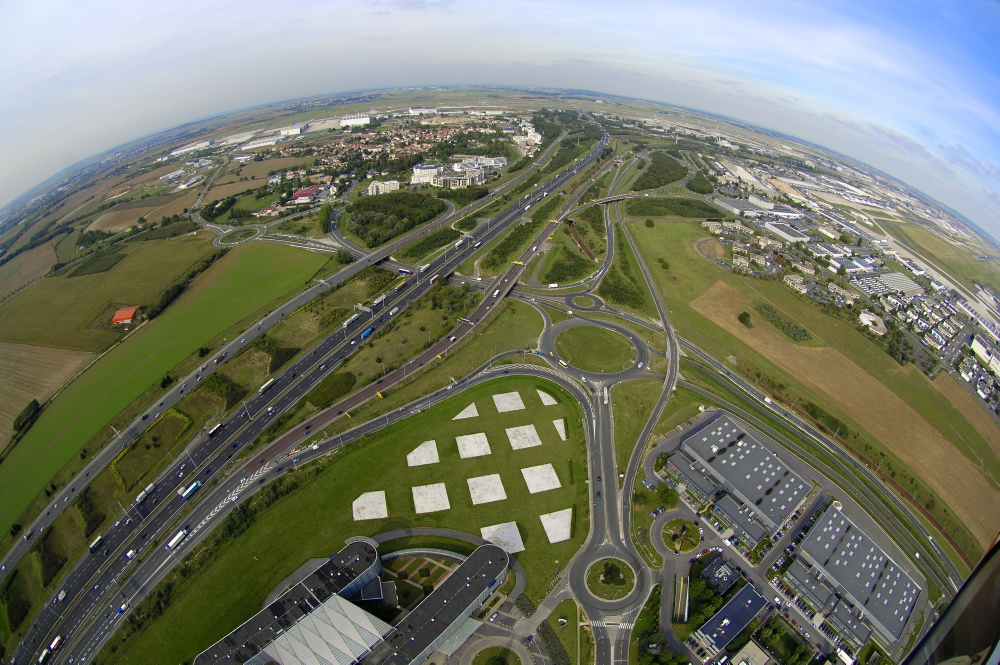
Paris-Nord et les voies autoroutières.
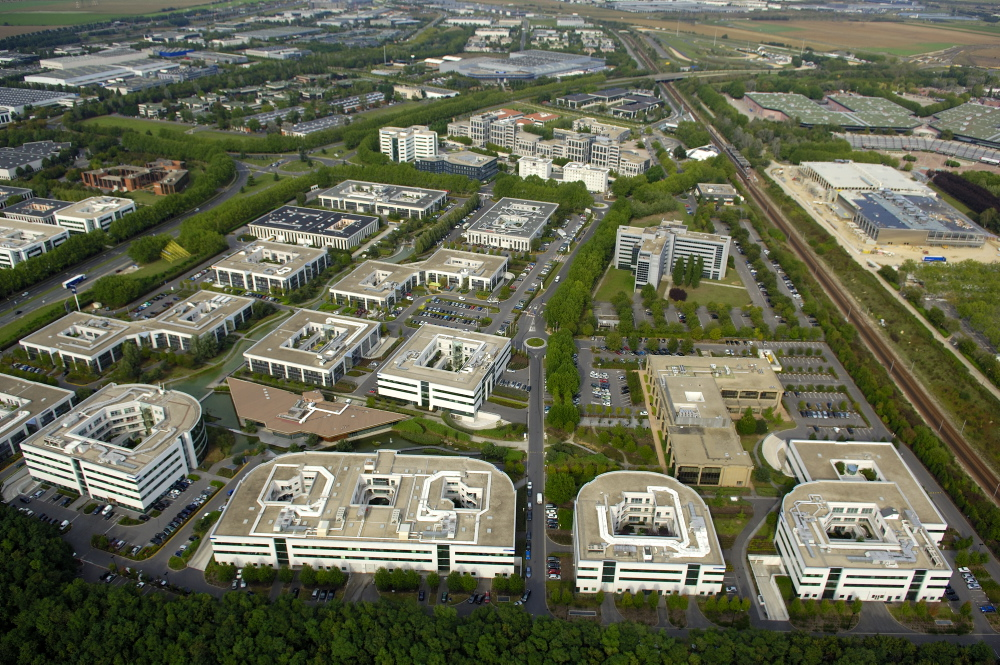
Paris-Nord-2.
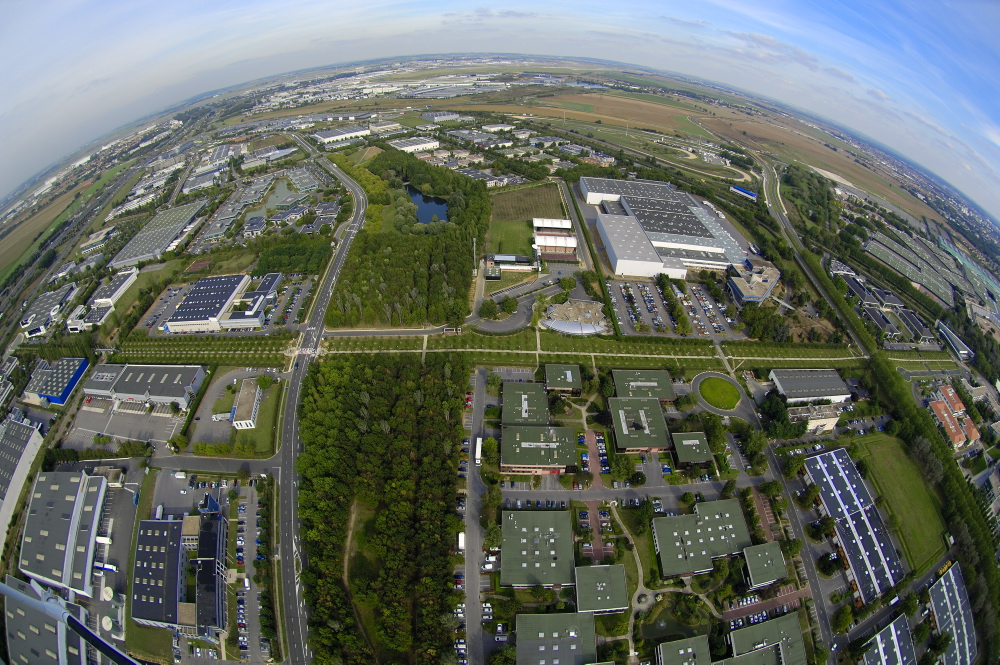
Paris-Nord-2.

## Culture locale et patrimoine

### Lieux et monuments

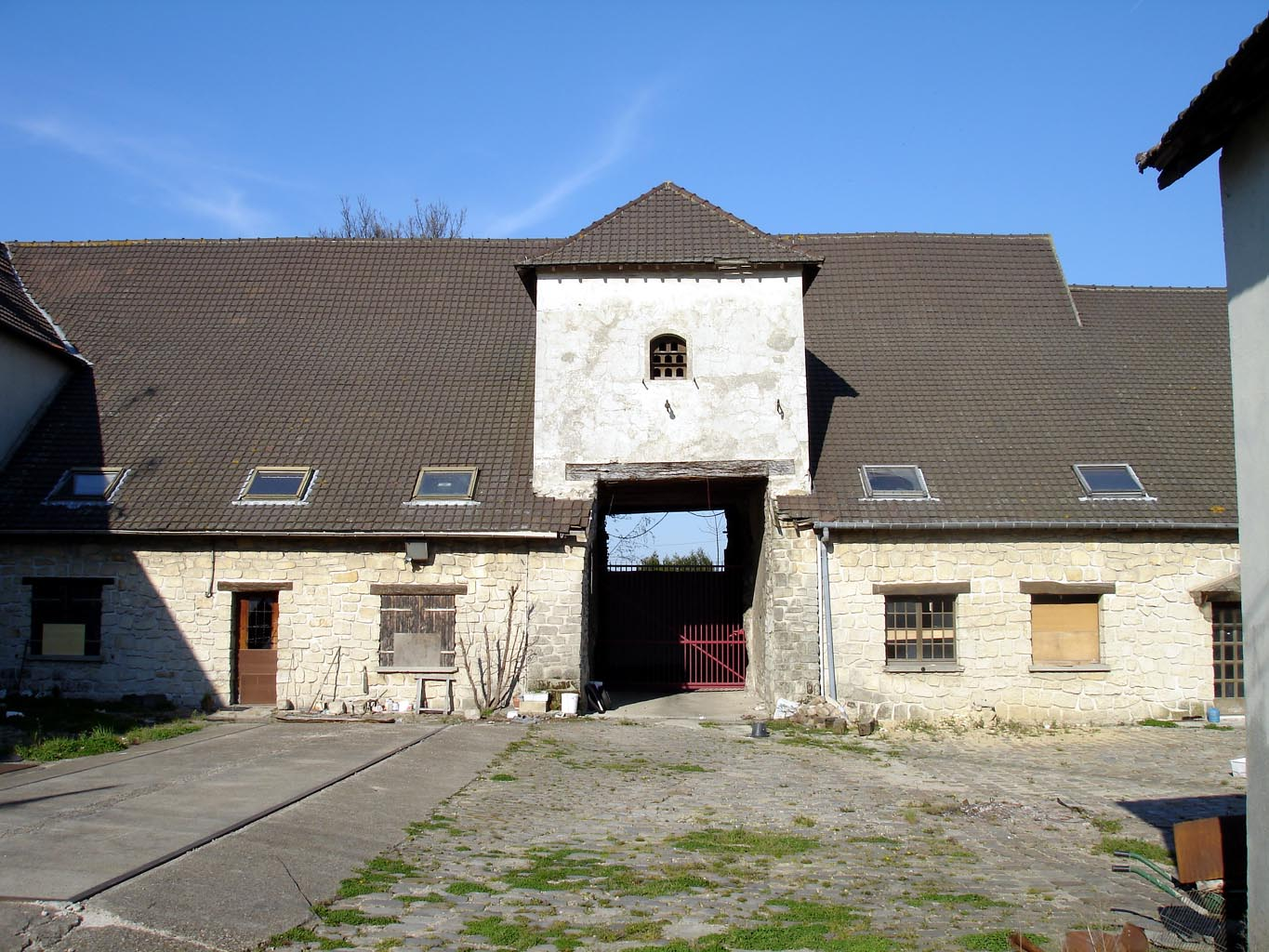
La ferme Zaffani, ferme duXVIIIe siècle avec pigeonnier.

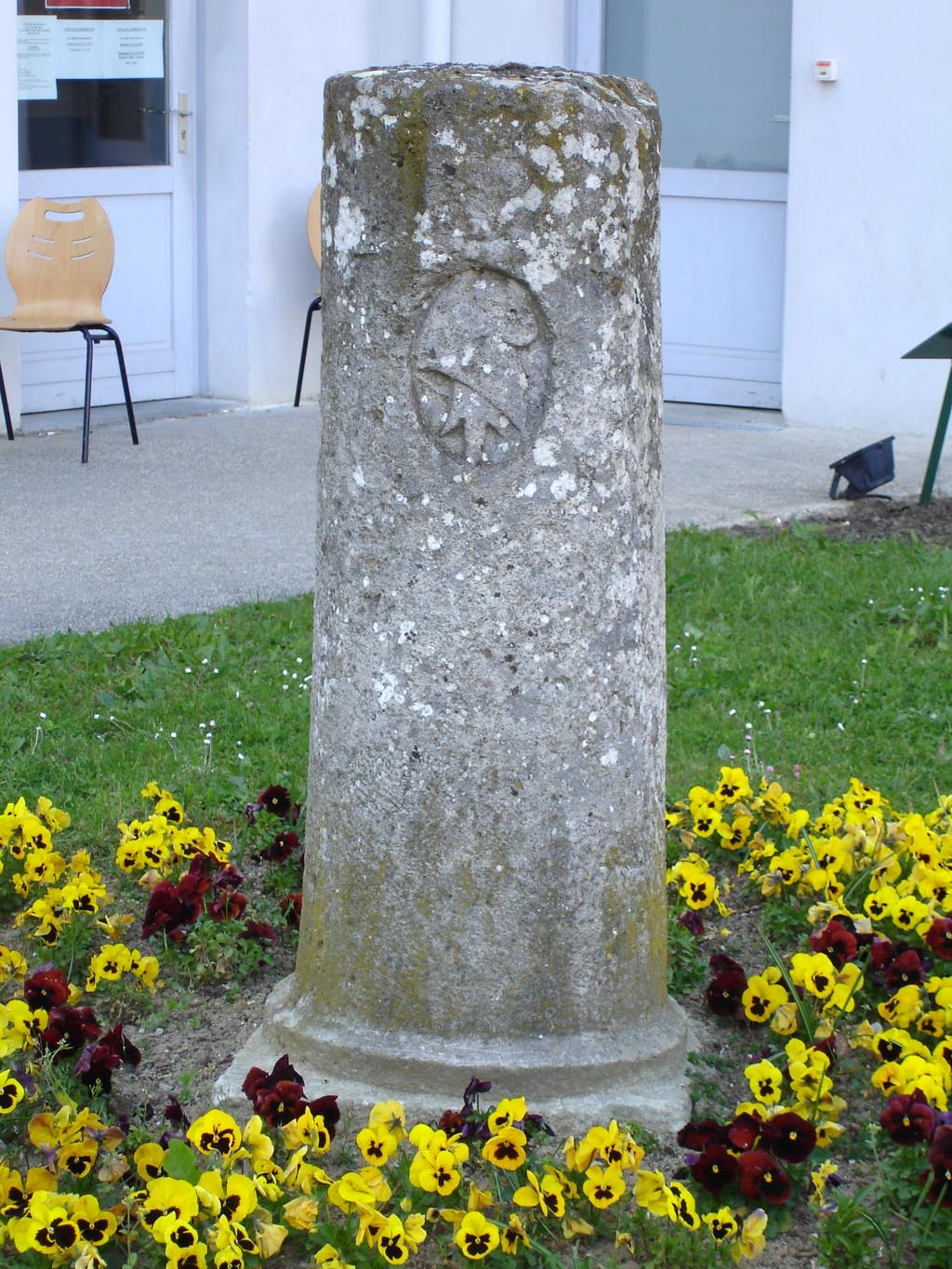
La borne de Mortières.

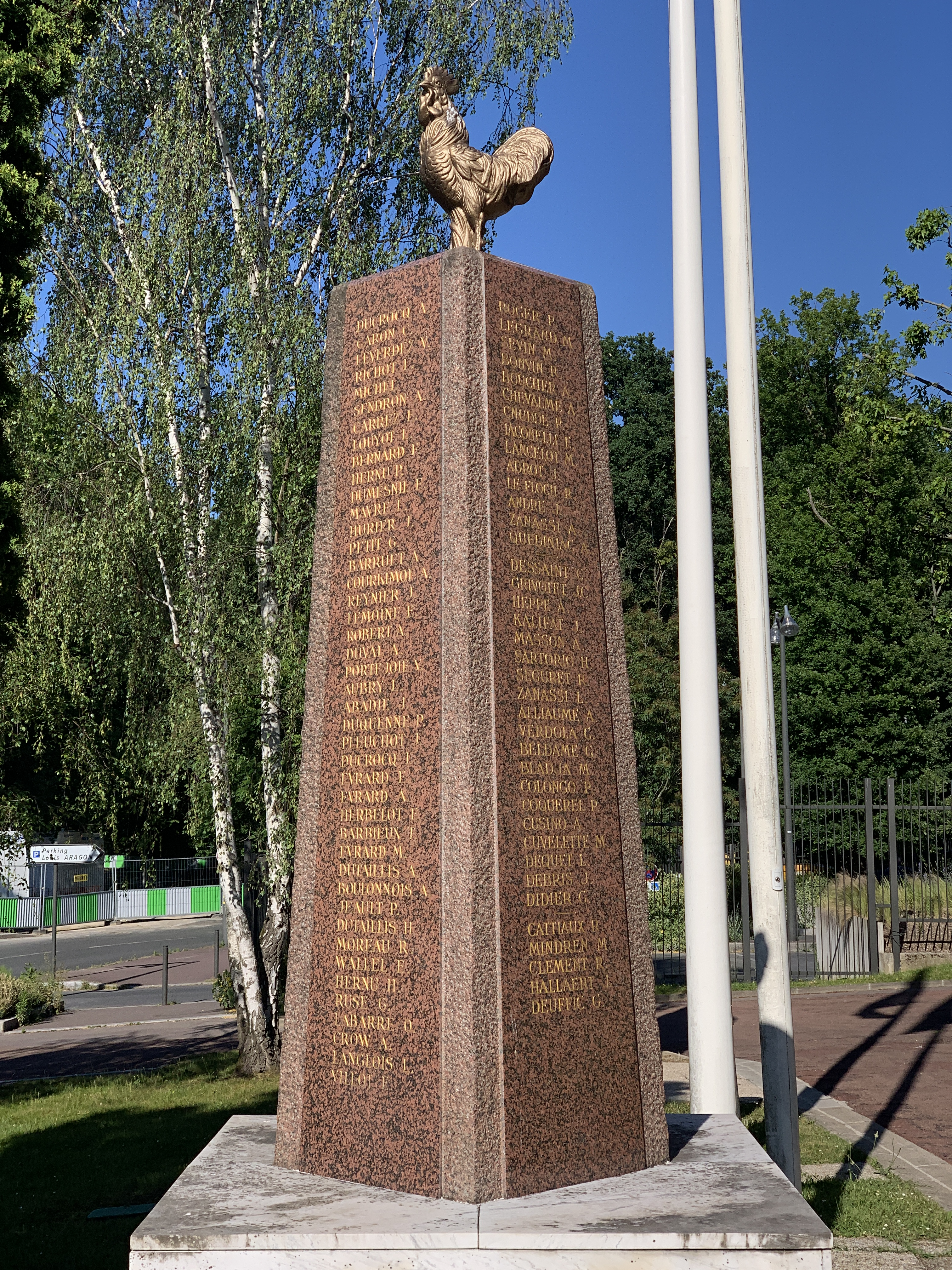
Monument aux morts de la mairie.

L'église Saint-Médard fut édifiée à partir de 1543 mais restaurée plusieurs fois successives. En particulier, la façade et les premières travées ont été reconstruites en 1785 par l'architecte Jean-Jacques Cellerier. Un Christ en majesté orne la façade principale depuis 1822. L'église vient de faire l'objet d'une restauration complète entre 1987 et 2007. Elle est classée monument historique depuis 1939 et une grande partie du village est protégée par les Bâtiments de France.

L'église Saint-Médard
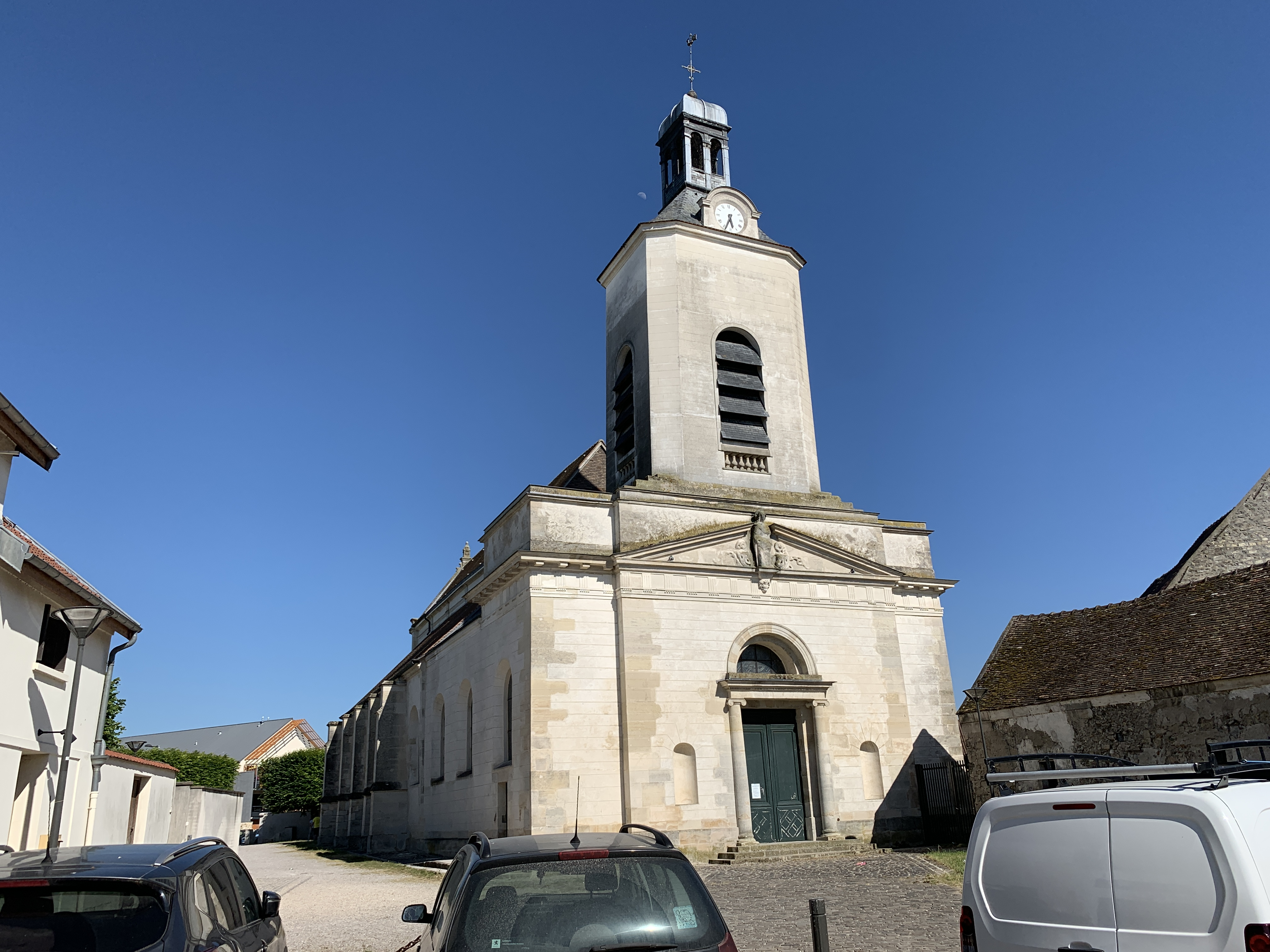
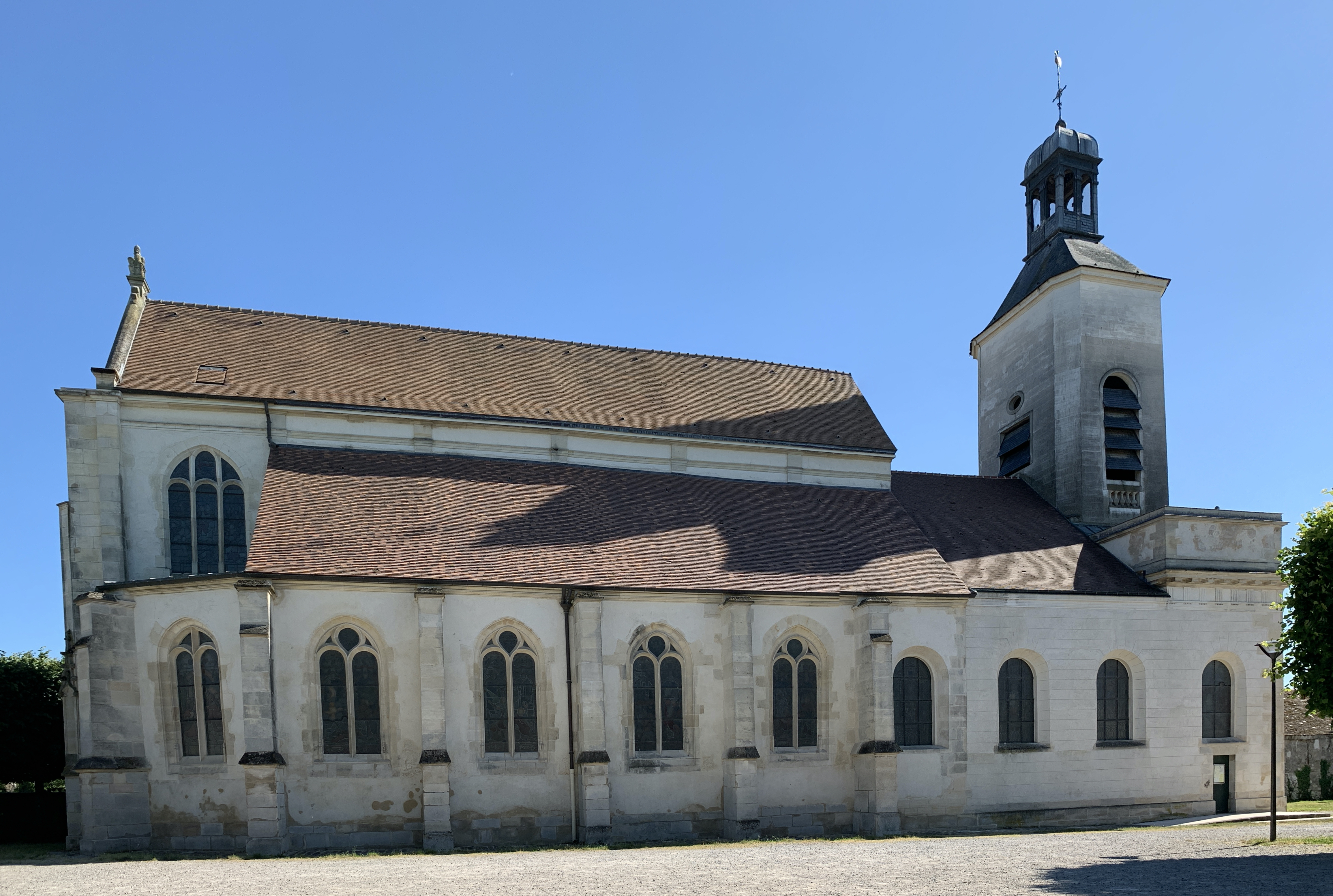
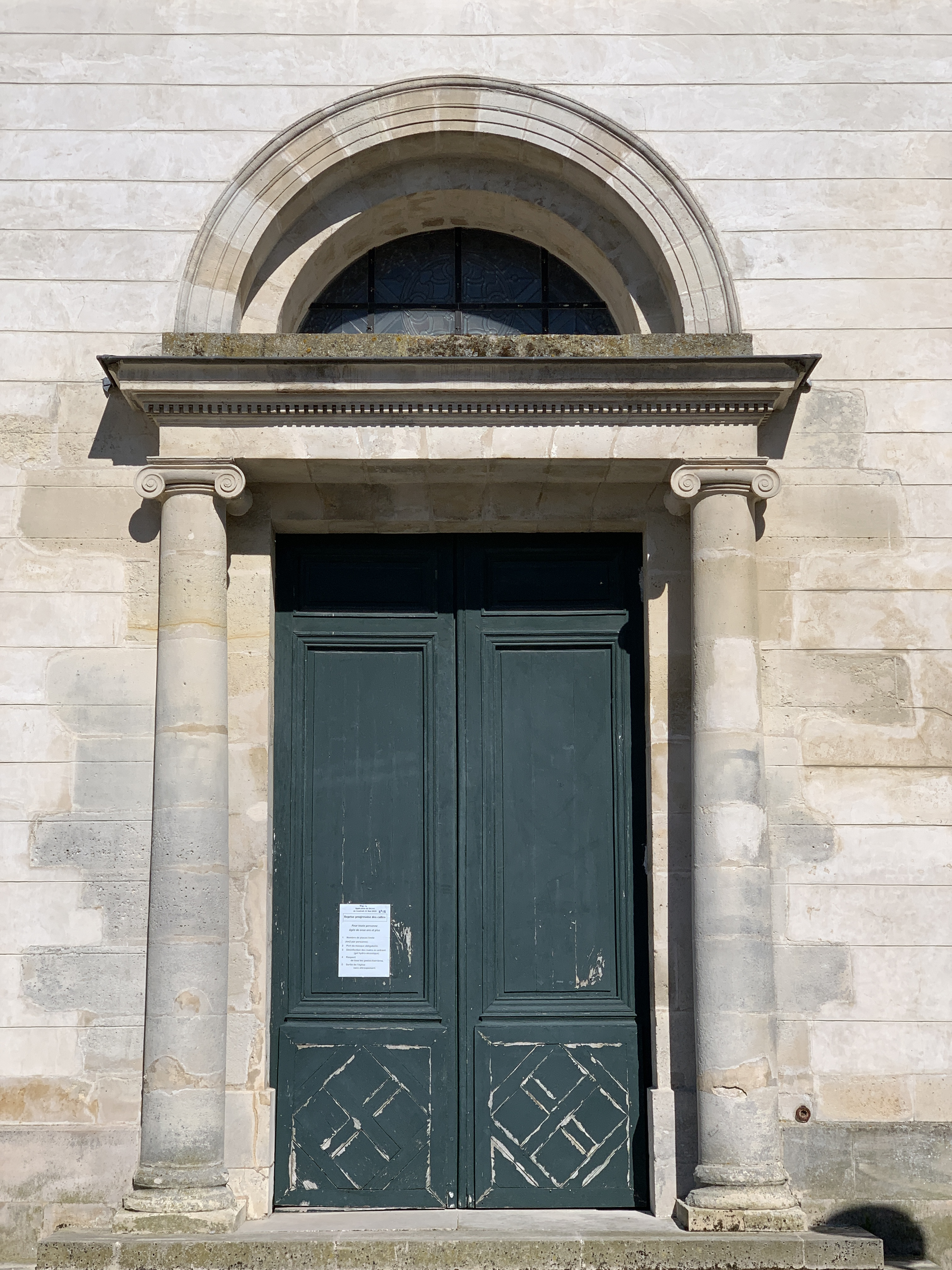
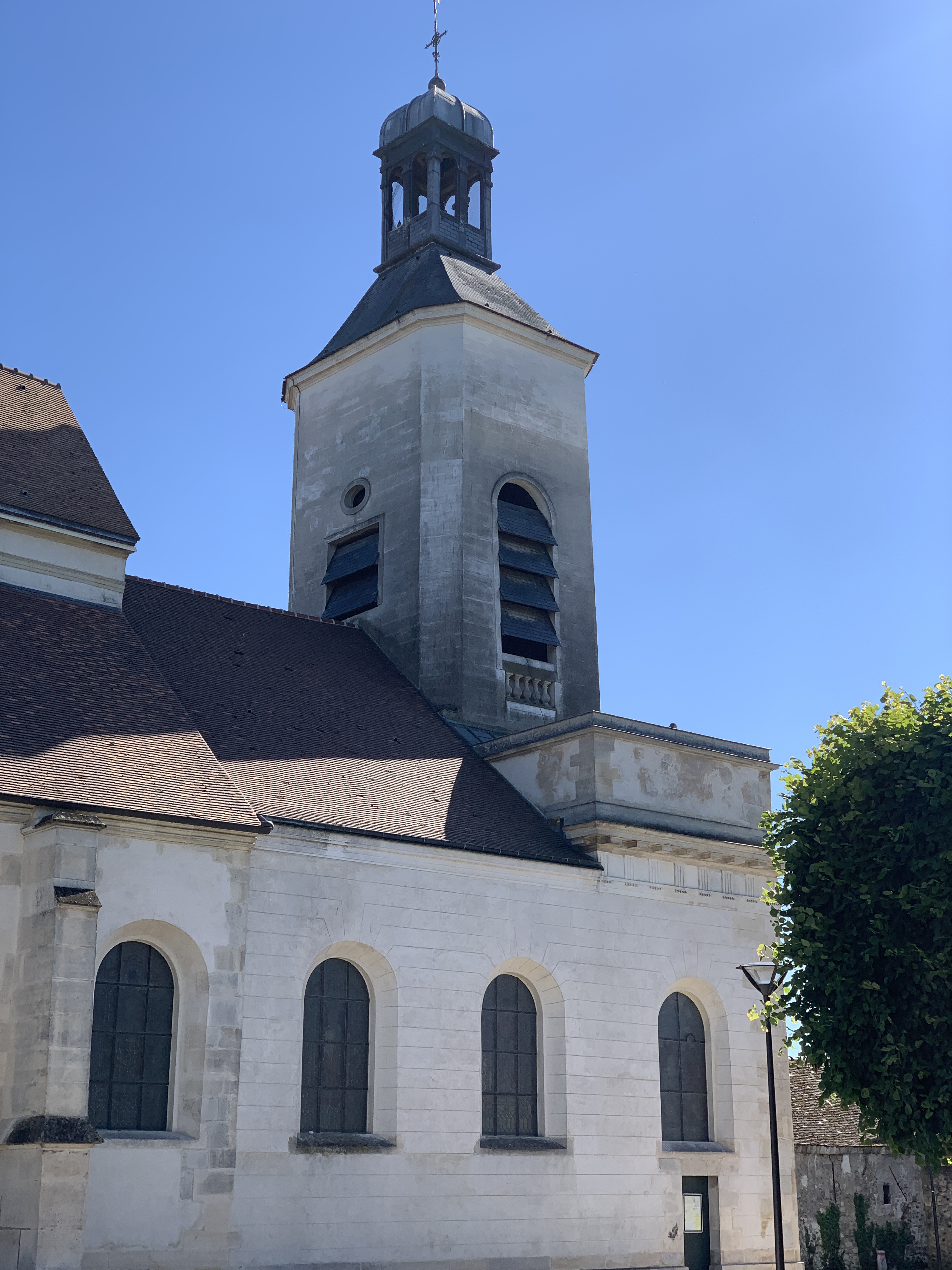

La grange dîmière (9, place de la Mairie, au Vieux-Pays) est accolée à l'église du village et fut fortifiée au Moyen Âge. Elle était le siège de la châtellenie du village. Elle fut édifiée au XIIIe siècle et fut restaurée successivement aux XVe et XVIe siècles ; elle possède une belle charpente de chêne d'une hauteur de 18 mètres, ainsi que des contreforts et des meurtrières. La grange fut classée monument historique en 1939.
Le puits, à gauche de la grange aux dîmes, remonte au XVe siècle et succède à celle construite par l'abbé Suger. L'abreuvoir à proximité date de la même époque mais fut restauré par la suite.

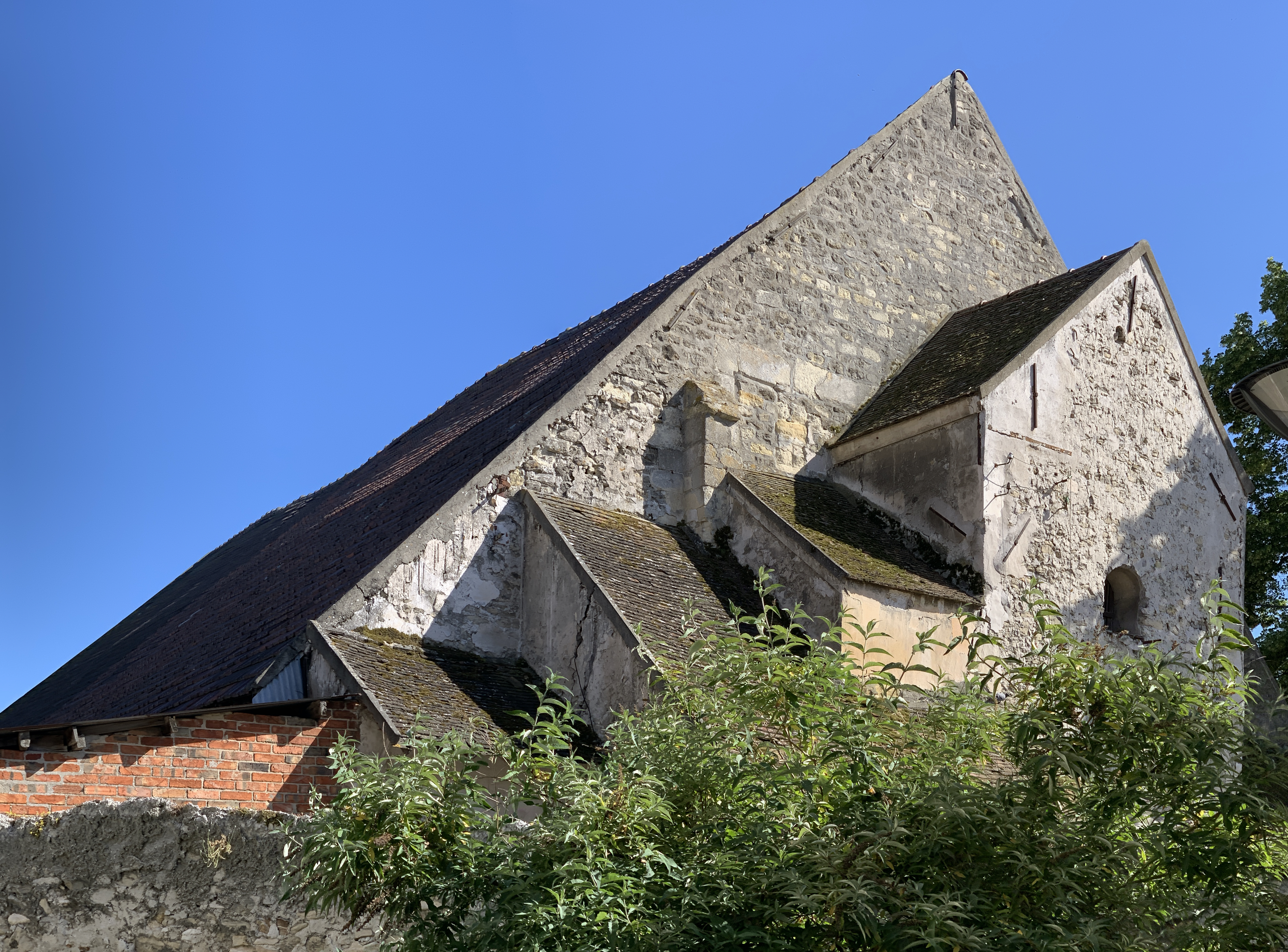
La Grange aux dîmes.
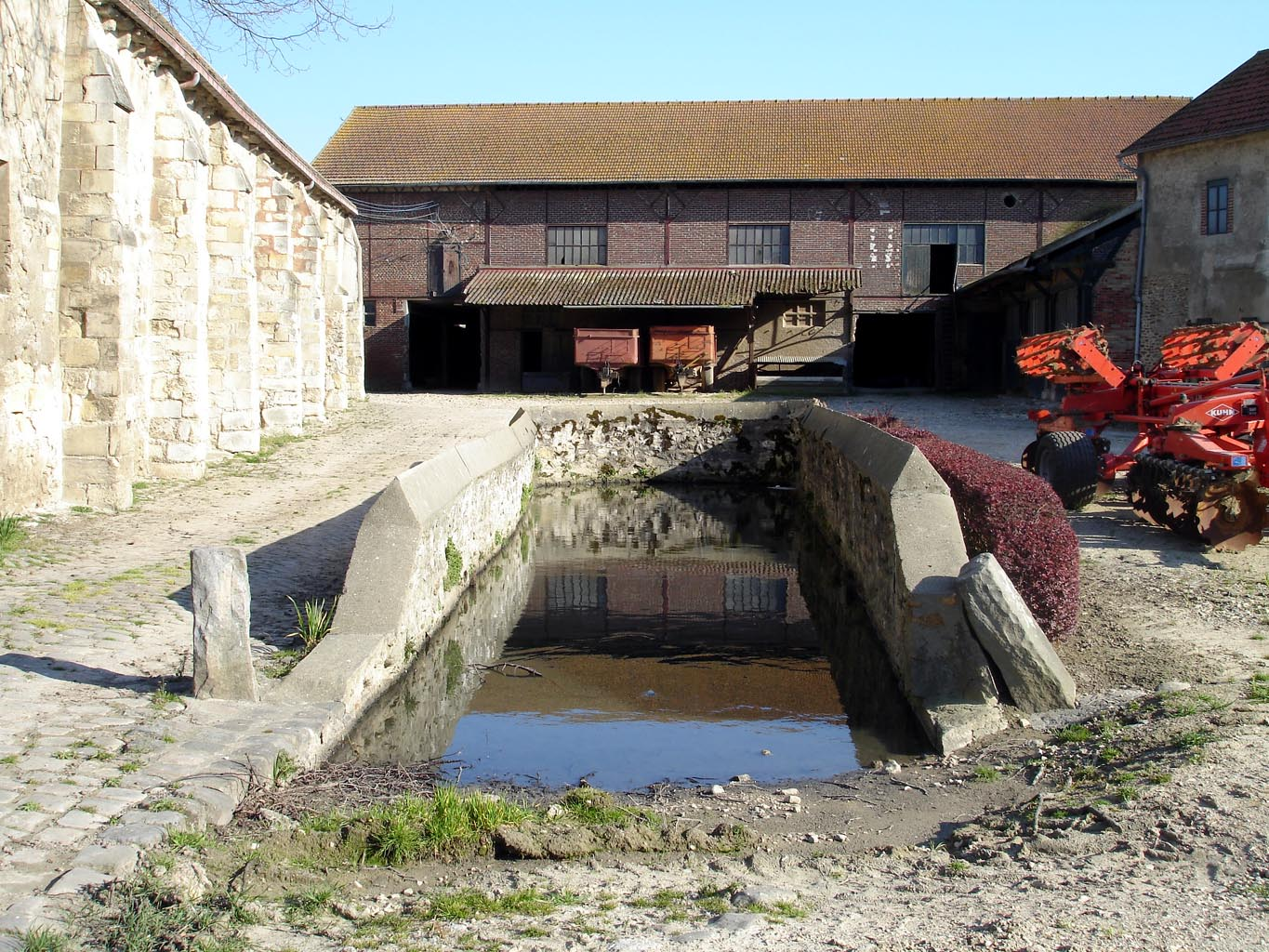
L'abreuvoir de la ferme monastique.
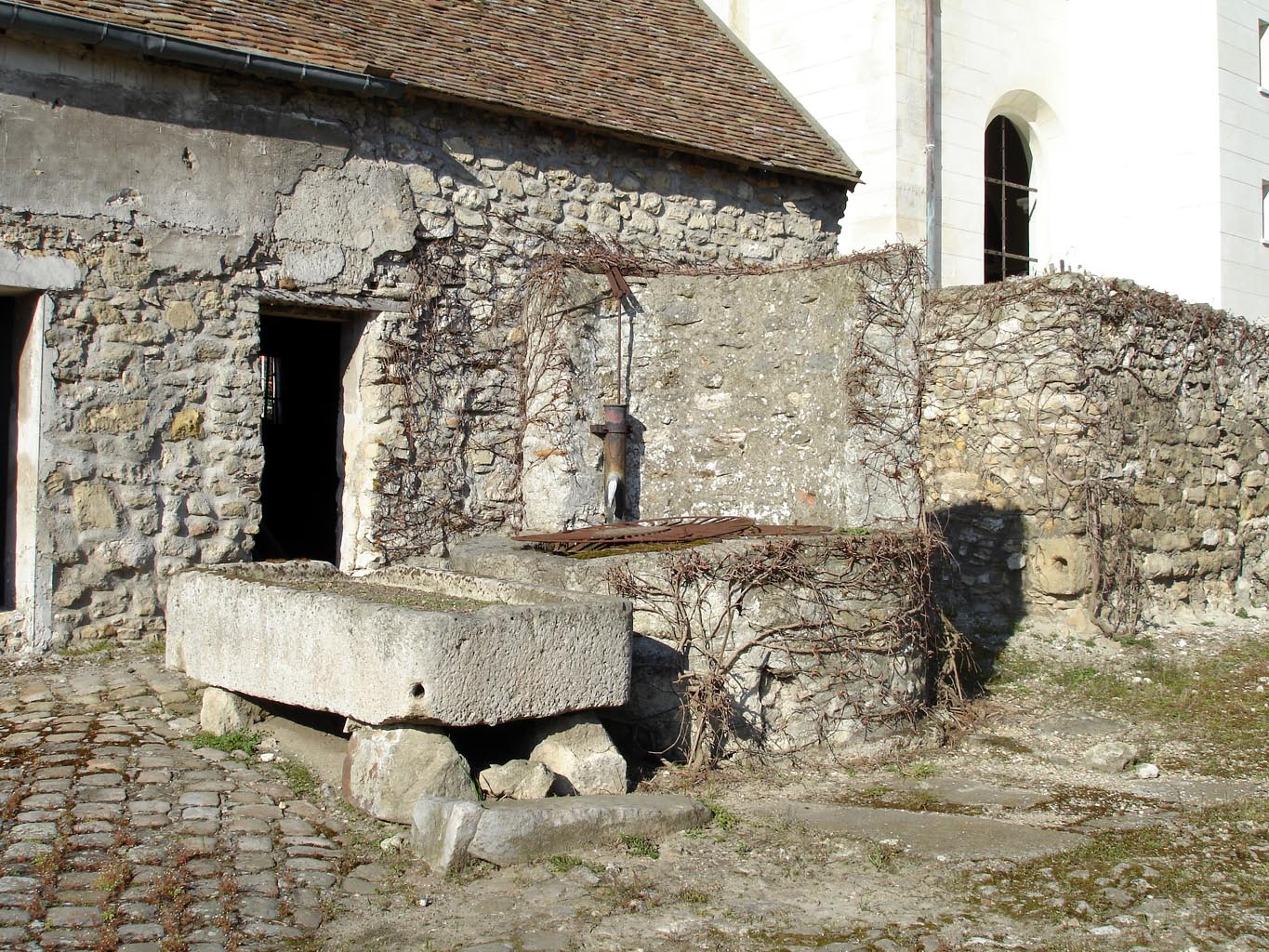
Le puits de la ferme monastique.

Des vestiges de fortifications du XIIe siècle sont encore visibles autour du Vieux-Pays. Elles auraient été décidées par l'abbé Suger, puisque l'abbaye de saint-Denis était propriétaire d'une ferme monastique à Tremblay.

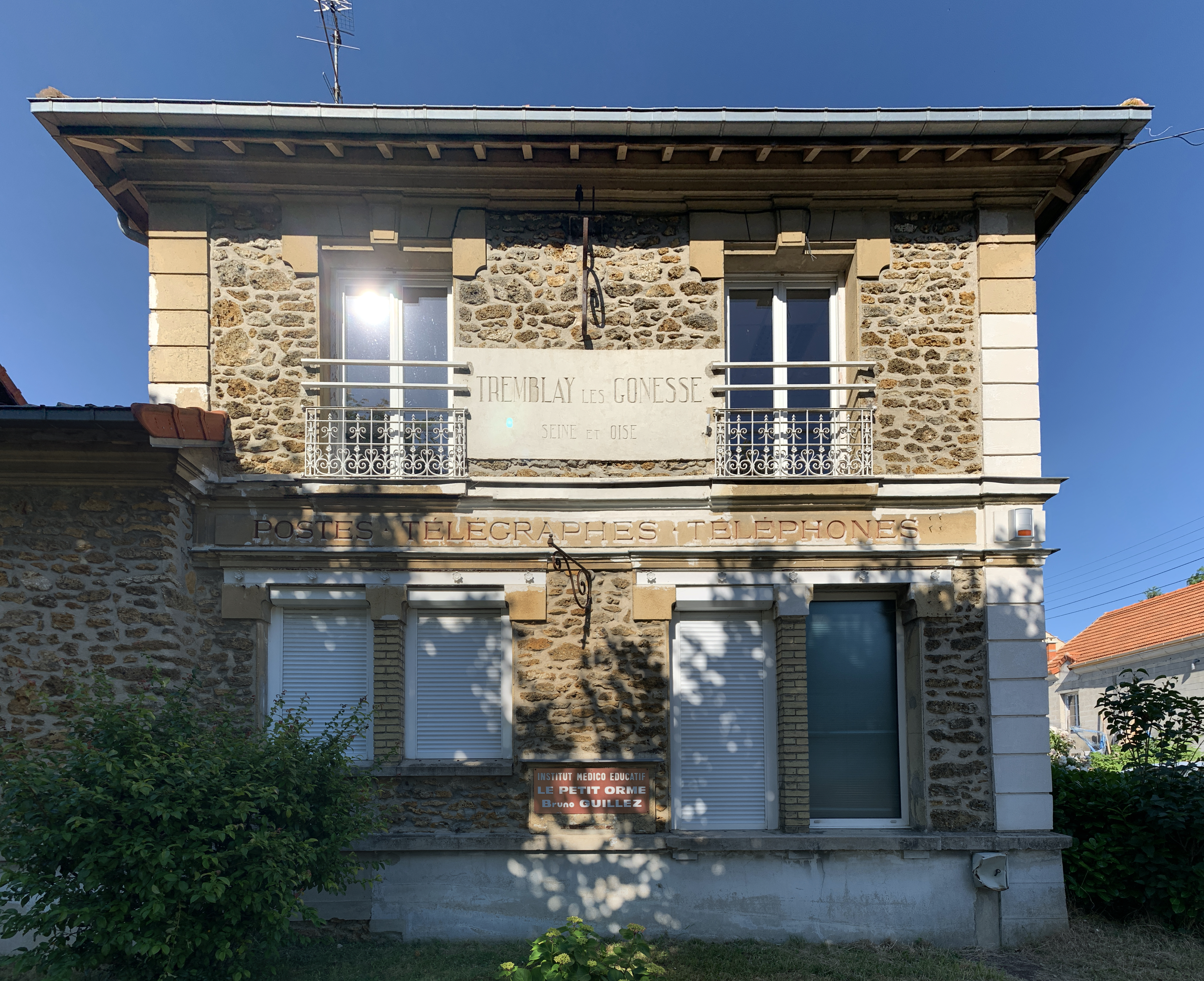
L'ancien bureau de poste en 2020.

La borne de Mortières est située sur la place de la Mairie (Vieux-Pays). Située sur la route de Roissy, au nord du village sur le fief de Mortières, elle fut déplacée lors de la construction de l'aéroport, au début des années 1970. La fleur de lys qui l'ornait a été remplacée, pendant la Révolution, par un bonnet phrygien. C'est, aujourd'hui, une des très rares bornes ainsi ornées qui subsiste, témoin de l'engagement des habitants pour les idéaux de la Révolution, également matérialisé par le nom que prit à l'époque le bourg, Tremblay-sans-Culotte.
Le mémorial de la Déportation de Shelomo Selinger, bronze de 132 × 74 × 40 cm, inauguré en 2006 dans le nouveau cimetière intercommunal.
La mosquée de Tremblay-en-France.

### Personnalités liées à la commune
- Yakhouba Diawara, basketteur professionnel ayant évolué dans le championnat américain de la NBA, a joué dans l'équipe de jeunes de Tremblay-en-France.
- Christophe Riblon, cycliste sur route et sur piste français, y est né en 1981.

### Héraldique
| Armes de Tremblay-en-France | Les armes de la commune de Tremblay-en-France se blasonnent ainsi : De sinople chaussé d'azur, au tau d'or accosté de deux feuilles d'argent posées l'une en bande et l'autre en barre et brochant sur la partition, au chef d'or chargé d'un lion issant de gueules |